# Danh sách loài cá nước ngọt ở Đồng bằng sông Cửu Long

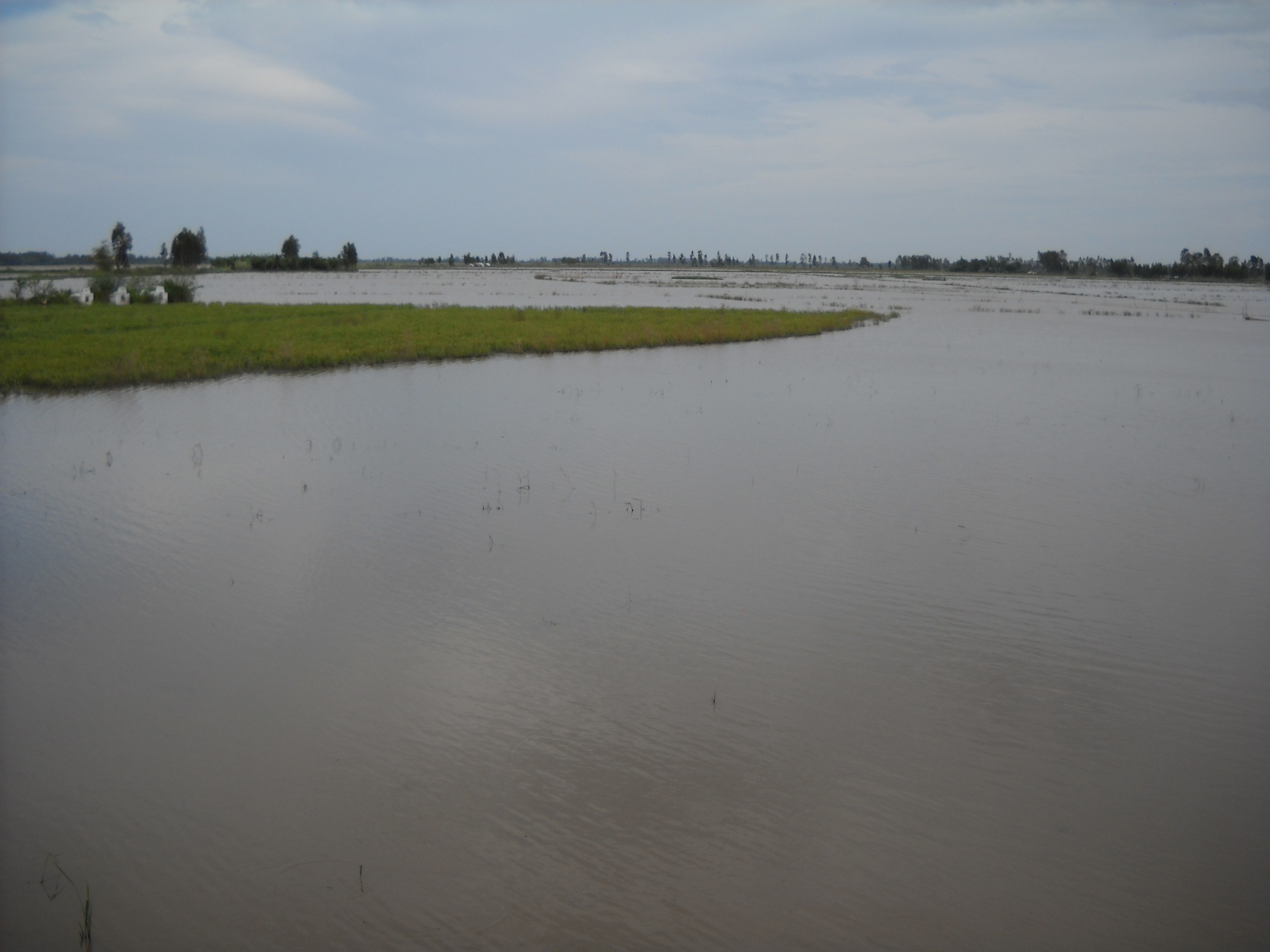
Mùa nước nổi ở An Giang

Khu hệ cá nước ngọt ở vùng Đồng bằng sông Cửu Long hay còn gọi đơn giản là cá miền Tây là tập hợp các loài cá nước ngọt phân bố ở vùng Đồng bằng sông Cử Long. Đây là một trong những hệ cá nước ngọt đa dạng, phong phú của hệ động vật Việt Nam. Là khu hệ có quan hệ với sông Mê Kông (miền Nam), có quan hệ gần gũi với hệ cá nước ngọt của các nước chia sẻ dòng sông Mê Kông có phân bố ở phần lớn các vùng của lục địa Đông Nam Á, đặc biệt là với Campuchia khi nước ở biển Hồ tràn về.
Khu hệ cá miền Tây đa dạng, phong phú về mặt chủng loài cũng như sinh khối (số lượng cá), là nguồn cá phong phú nuôi dưỡng cho cả toàn vùng nơi đây, đáp ứng dồi dào cho nhu cầu thực phẩm của người dân Việt Nam, đồng thời phục vụ cho hoạt động xuất khẩu. Khu hệ này đặc trưng với các loài cá da trơn, nhất là loài cá thương phẩm có tiếng là cá tra và cá ba sa. Loài cá nước ngọt có kích thước lớn nhất trong hệ cá là cá tra dầu (gần 300 kg) và cá vồ cờ (gần 290 kg).
Các mối đe dọa đối với cá nước ngọt miền Tây hiện nay gồm có việc xây đập làm thay đổi dòng chảy (Trung Quốc, Lào), nạn phá rừng nằm trong lưu vực sông dẫn đến xói mòn và lắng đọng, chặt rừng bên cạnh sông suối gây ảnh hưởng đến nhiệt độ nước, thay đổi hàm lượng oxy và gây ô nhiễm. Đánh cá quá mức, kể cá các loại cá con, cá đang sinh sản, kể cả việc sử dụng thuốc nổ, và phương pháp chích điện là mối đe dọa thường nhật. Các loài được coi là bị đe dọa nhiều nhất hiện nay là các loài cá lớn ở sông Mê Kông.

## Phân loại cá

### Phân loại khoa học
Các loài cá ở miền Tây có thể xếp vào trong 13 bộ gồm:
- Bộ Clupeiformes: Bộ Clupeiformes ở đồng bằng sông Cửu Long Việt nam có nhiều giống loài nhưng phân bố chủ yếu ở các thủy vực nước lợ, mặn như: Biển ven bờ, vùng cửa sông, các đầm nước lợ; Chỉ có một số ít loài sống ở các thủy vực nước ngọt. Bộ này có những đặc điểm nhận dạng như sau: Cơ thể thon dài, dẹp bên. Lườn bụng bén, có một hàng gai nhọn. Thân phủ vẩy tròn, dễ rụng. Ở Đồng bằng sông cửu long Việt Nam, bộ Clupeiformes có hai họ phân bố
- Bộ Osteoglossiformes: Bộ Osteoglossiformes chỉ có một họ phân bố ở miền Tây với những đặc điểm nhận dạng như sau: Cơ thể thon dài, dẹp bên. Lườn bụng bén, gốc vi hậu môn dài và gắn liền với vi đuôi. Thân và đầu phủ vẩy tròn, nhỏ
- Bộ Cypriniformes: Ở đây có bốn họ cá thuộc bộ Cypiniformes phân bố. Chúng có những đặc điểm nhận dạng như sau: Thân được bao phủ bởi những vẫy tròn. Lườn bụng tròn, Hàm trên và hàm dưới không có răng nhưng răng hầu thường phát triển và xếp theo một thứ tự nhất định.
- Bộ Siluriformes: Bộ Siluriformes ở miền Tây có nhiều giống loài phân bố ở các thủy vực nước nước ngọt, lợ và mặn như: Các sông lớn, kênh, vùng cửa sông, các đầm nước lợ và biển ven bờ. Các loài cá thuộc bộ này có những đặc điểm nhận dạng như Cơ thể thon dài. Thân trần hoặc phủ tấm xương. Râu thường phát triển. Không có răng hầu dạng điển hình.
- Bộ Cyprinodontiformes: Ở miền Tây, bộ cá này có một họ với 2 họ phân bố
- Bộ Beloniformes: Các loài cá thuộc bộ Beloniformes phân bố ở vùng này có những đặc điểm nhận dạng như sau: Thân dạng ống dài, Xương hàm kéo dài ra phía trước, Vi đuôi tròn
- Bộ Gasterosteiformes: Ở miền Tây, bộ cá này có một họ với 2 giống phân bố ở các thủy vực nước ngọt, lợ và mặn. Chúng có những đặc điểm phân loại như sau: Thân phủ tấm xương, Vi lưng có nhiều gai đứng độc lập.
- Bộ Mugiliformes: Bộ Muligiformes có hai họ, phân bố ở các thủy vực nước ngọt và lợ như: Sông, kênh, vùng cửa sông, đầm nước lợ. Các loài cá thuộc bộ cá này có những dặc điểm như sau: Mắt nằm dưới màng gelatin, Không có cơ quan đường bên, Một số tia vi ngực tách rời và kéo dài thành sợi.
- Bộ Synbranchiformes: Bộ này gồm những loài có những đặc điểm nhận dạng như sau: Thân hình trụ dài giống như rắn. Các vi kém phát triển. Lỗ mang hẹp và nằm ở mặt bụng.
- Bộ Perciformes: Ở miền Tây bộ Perciformes có 5 bộ phụ với nhiều giống loài cá hiện diện ở hầu hết các thủy vực nức ngọt, lợ và mặn như: Sông, kênh, đồng ruộng, vùng cửa sông, đầm nước lợ và biển ven bờ. Những loài cá này có chung những đặc điểm nhận dạng như sau:Thân phủ vẩy lược. Vi lưng hoặc vi hậu môn có gai cứng.
- Bộ Pleuronectiformes: Bộ Pleuronectiformes có 2 họ phân bố ở miền Tây. Các loài cá thuộc bộ này có những đặc điểm phân loại như sau: Gốc vi lưng và vi hậu dài. Mắt kém phát triển. Vi ngực thoái hoá.
- Bộ Tetraodontiformes: Bộ Tetraodontiformes có một họ với 3 giống phân bố ở miền Tây. Các loài cá thuộc bộ này có những đặc điểm nhận dạng như sau:Răng dạng tấm. Vi đuôi tròn. Có túi khí ở phần bụng.
- Bộ Batrachoidiformes: Ở miền Tây bộ Batrachoidiformes chỉ có một họ với hai loài phân bố ở các thủy vực nước lợ, Chúng có những đặc điểm nhận dạng như sau: Vi lưng, vi bụng, vi hậu môn và xương nắp mang có gai cứng. Vi đuôi tròn. Cơ gốc vi ngực phát triển.

### Cách gọi địa phương

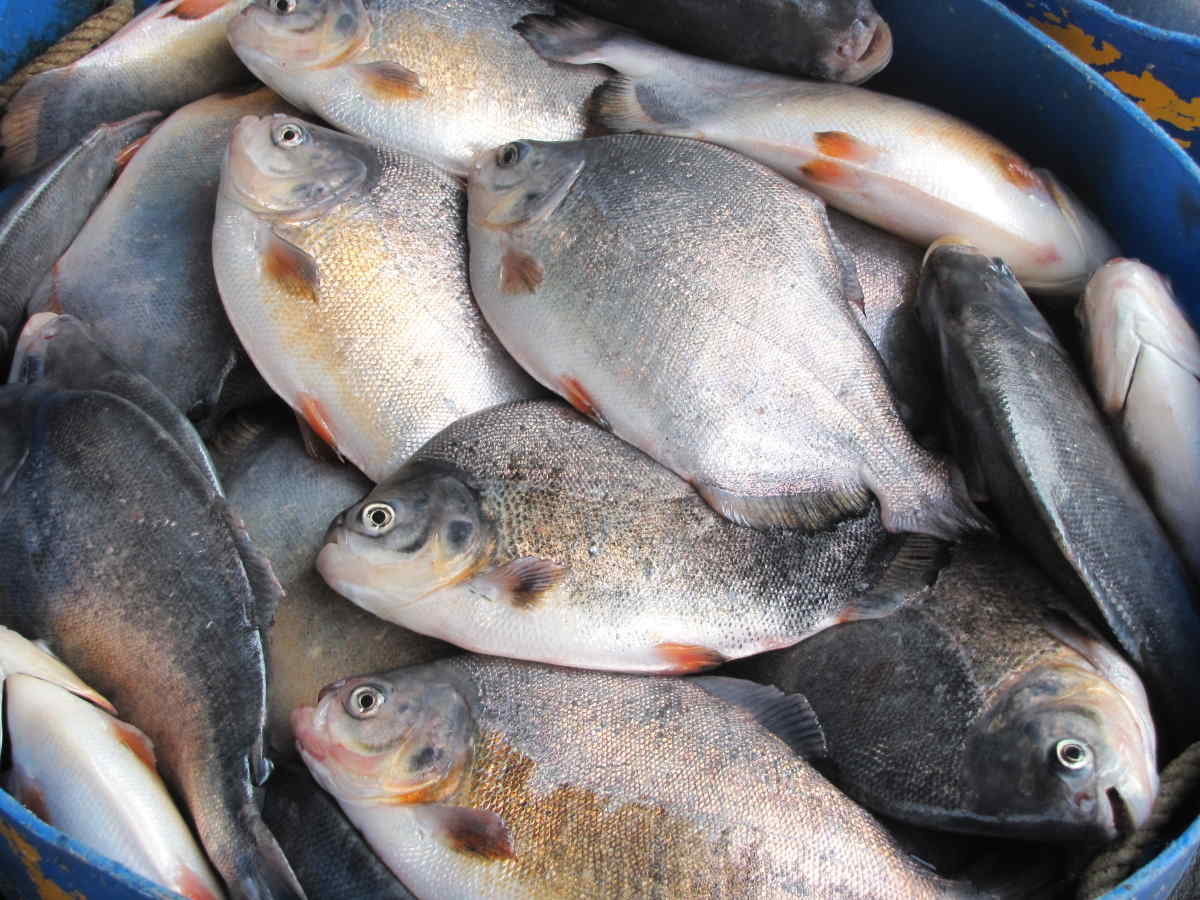
Cá nước ngọt được bày bán ở Mỹ Tho

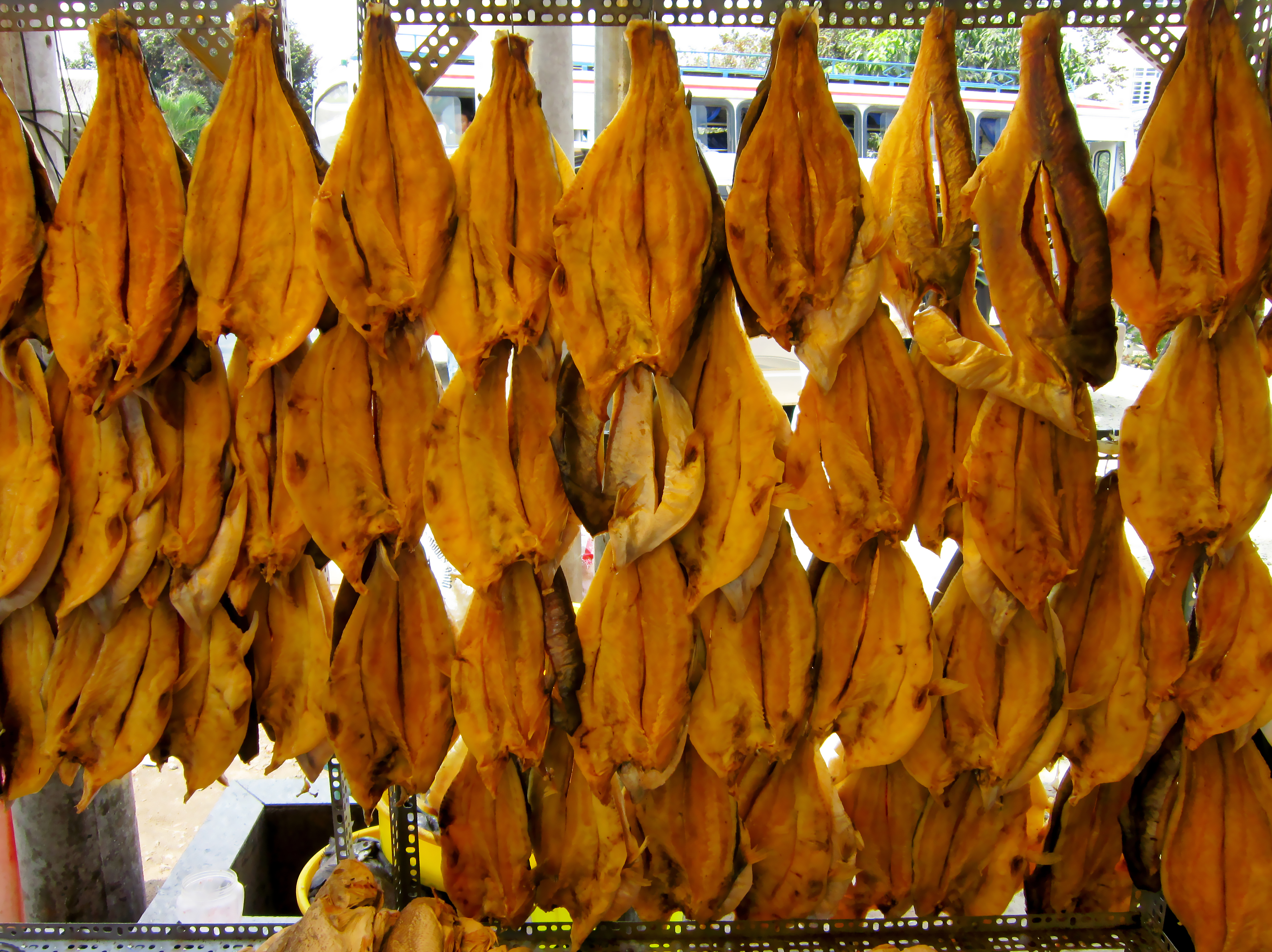
Khô cá tra ở miền Nam

Theo cách phân loại của người dân địa phương, cá vùng nước ngọt phân biệt hai loài cá sông và cá đồng. Cá sông (tiếng Khmer: Trey Prek, đối lập với cá biển là Trey Sramot) còn được hiểu là cá trắng và cá đồng còn được gọi là cá đen, hóm cá đen (lóc, trê, rô đồng…) Loài cá sông là loài cá sống trong các sông rạch; còn loài cá đồng là các loài cá sống trên các lung vũng, đìa bàu, nói chung là sống trên đồng. Tuy vậy, sông nước Miền Tây và đồng ruộng nơi này có mùa nước lên và nước giựt, nên khi nước lên thì cả hai loại đều tràn lên đồng; đến khi nước giựt thì cá trắng về sông và cá đen cũng theo nước giựt rút xuống các kinh rạch giống như cá trắng; chỉ còn một số thì kẹt lại các lung vũng, đìa bàu hoặc các ngọn mương, ngọn rạch ít nước. Về cá sông, các loài cá thông dụng mà bất cứ cư dân nào thuộc vùng sông nước miền Tây thường biết qua tên các giống cá trắng.
Khi đặt tên cho các loài cá vùng nước ngọt, người dân gọi tên cá theo hình dạng lớn nhỏ, theo màu sắc trên vảy, theo thói quen kiếm ăn, theo từng giai đoạn cá sinh trưởng: mới nở, bắt đầu lớn, sống lưu niên. Ngoài ra, họ còn căn cứ vào cách bắt chúng như giăng câu, giăng lưới, đặt lọp, đặt lờ, tát đìa, làm lóng mà có thêm rất nhiều tên gọi. Từ xưa, người dân nhận biết được các đặc tính riêng của từng loài cá để đặt tên, nhằm phân biệt được chúng, những cái tên dân dã, đầy đủ tượng thanh, tượng hình, rất phổ quát và giản dị. Ngoài ra, còn vài loài cá khác nữa như cá nóc, cá sơn, cá bã trầu, cá lia thia, cá thòi lòi, cá vằn vện mà tên gọi của chúng được tạo ra bởi các nét đặc sắc riêng của mỗi loài.

## BộClupeiformes(Cá trích)

### HọEngraulidae(Cá trổng)
- Chi Coilia (cá mào gà)
  - Coilia macrognathos: Cá mào gà đỏ
  - Coilia reynaldi: Cá mào gà
  - Coilia grayii: Cá mào gà trắng
- Chi Setipinna
  - Setipinna breviceps: Cá lẹp vàng
  - Setipinna melanochir: Cá lẹp đen
  - Setipinna taty: Cá lẹp trắng
- Chi Lycothrissa
  - Lycothrissa crocodilus: Cá tợp
- Chi Thryssa
  - Thryssa hamiltonii: Cá lẹp sắc
- Chi Corica
  - Corica laciniata: Cá mờm
  - Corica soborna: Cá cơm sông

Mùa khô (nước giựt cạn) sông Vàm Nao xuất hiện nhiều nhất là cá mờm, cá cơm. Cá cơm sông là loại cá có thân mình trắng trong, phần bụng trắng đục như hạt cơm, dài chừng 3 cm, chỉ có vào mùa nước cạn. Ngư dân đánh bắt chúng trên các sông lớn như sông Tiền, sông Hậu, sông Vàm Nao vì loại cá này không vào kinh rạch.

### HọClupeidae(Cá trích)
- Chi Anodontostoma
  - Anodontostoma chancunda: Cá mòi
- Chi Ilisha
  - Ilisha megaloptera: Cá bẹ trắng

## BộOsteoglossiformes(cá rồng)

### HọNotopteridae(Cá thát lát)
- Chi Chitala
- Chi Notopterus
  - Notopterus notopterus: Cá thát lát (tiếng Khmer: Trey slat): Cá thác lác là tên chung chỉ giống cá mình giẹp giống như lưỡi dao, có kỳ dưới mỏng, vảy cá màu trắng và nhuyễn. Nếu cá thác lác còn nhỏ với đuôi cá rất mỏng người ta gọi cá thác lác lưỡi mèo. Ở sông rạch miền Tây mặt cá thác lác, chiếm phần lớn trong các loại cá trắng, cá sông ở vùng này. Cá thác lác ưa ở các đống chà, mà nhất là chà chất bằng nhánh me nước ca ưa dựa hơn các loại chà khác. Dù ở sông nhưng tới mùa nước lên cá thác lác cũng như nhiều loài cá sông khác cũng theo nước lên đồng.
  - Chitala ornata: Cá còm: Trường hợp cá thác lác có lưng cong xuống và hai bên hông có nhiều chấm đen (từ 7 tới 9 chấm hoặc nhiều hơn) xếp thành hàng chạy dài từ chỗ cách mang cá vài phân tới gần đuôi cá, thì loại cá thác lác này gọi là cá thác lác còm hay cá còm.

## BộCypriniformes(Cá chép)

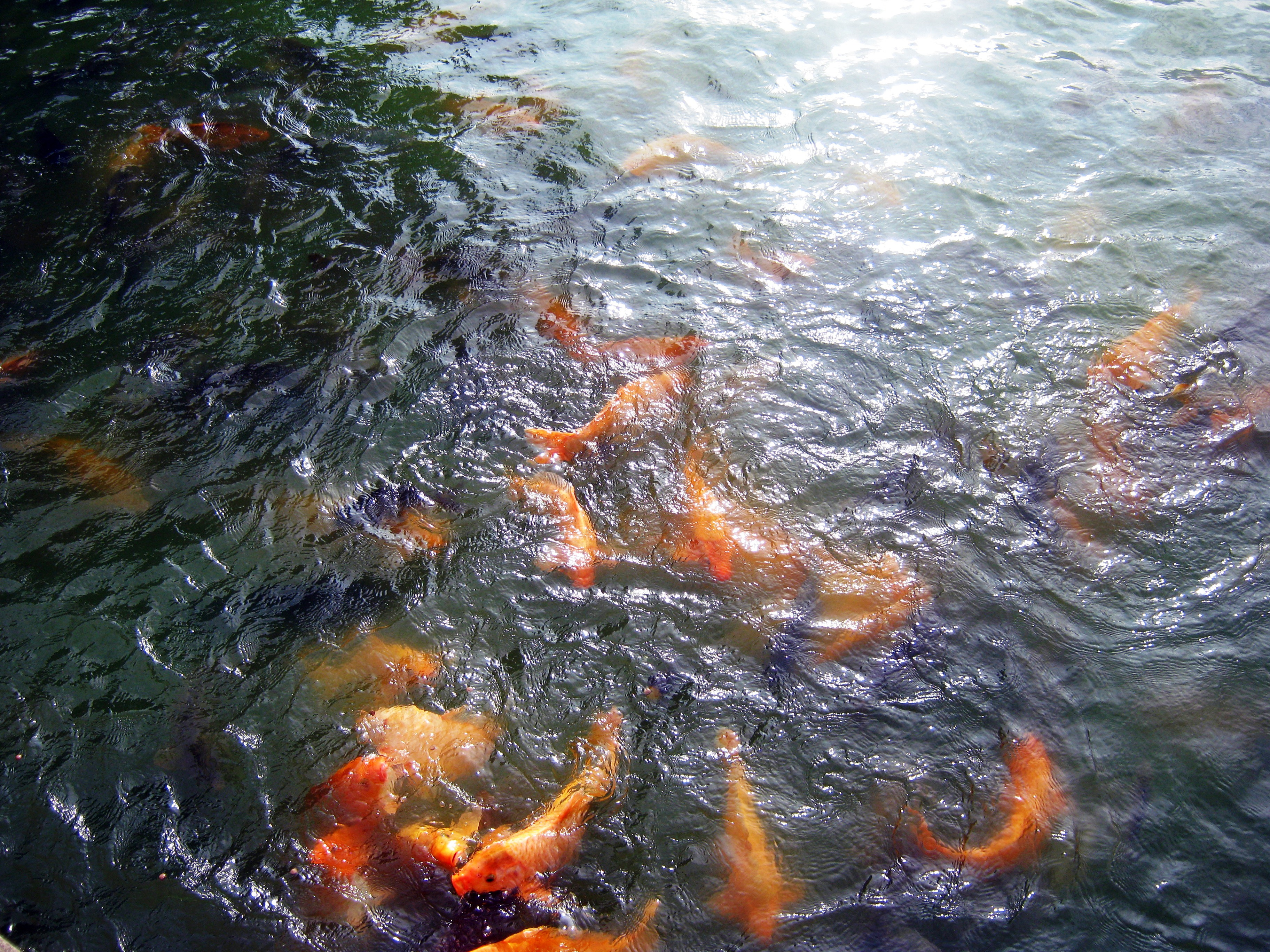
Cá chép trên núi Cấm, An Giang

### HọCyprinidae

#### Phân họAbraminae
- Chi Paralaubuca
  - Paralaubuca riveroi: Cá thiểu, là loại cá nhỏ mình giẹp, vảy nhỏ cũng béo như cá lòng tong.
- Chi Parachela
  - Parachela oxygastroides: Cá lành canh. Loài cá lành canh cũng giống như cá thiểu mình cũng giẹp, vảy trắng nhưng vảy nhỏ hơn cá thiểu, thì lại có mùi tanh hơn cá thiểu
- Chi Macrochirichthys
  - Macrochirichthys macrochirus: Cá rựa

#### Phân họGarrinae
- Chi Epalzeorhynchos
  - Epalzeorhynchos coatesi: Cá nút

#### Phân họRasborinae(Cá lòng tong)
- Chi Esomus
  - Esomus goddardi: Cá lòng tong bay
- Chi Rasbora
  - Rasbora aurotaenia: Cá lòng tong đá
  - Rasbora lateristriata: Cá lòng tong đá
  - Rasbora lateristriata lateristriata: Cá lòng tong đá
  - Rasbora sumatra: Cá lòng tong đá
- Chi Luciosoma
  - Luciosoma bleekeri: Cá lòng tong mương

Cá lòng tong (tiếng Khmer: Trâpeăng), cá lòng tong là loài cá nơi sông nước miền Tây nào cũng có. Phân loại cá lòng tong có mấy loại chính:
- Cá lòng tong bay là loại cá lòng tong con rất nhỏ, mình hơi giẹp, vảy nhỏ, hai vi trước dài, thường ăn mồi trên mặt nước thành từng bầy, hể gặp tiếng động ghe xuồng bơi gần hoặc ếch nhái rắn chuột chạy ngang, chúng vụt nhảy cao lên khỏi mặt nước như muốn bay lên, hoặc phóng tới phía trước.
- Cá lòng tong đá thì mình tròn, vảy trắng, có con lớn bằng ngón tay cái, có sọc đen ánh bạc chạy dài hai bên hông.
- Cá lòng tong mương: Một loại cá lòng tong khác khá lớn con, có con lớn bằng ngón chân cái, dài hơn một tấc tây, mình tròn hơi giẹp, có hàng vảy hai bên hông màu hơi sậm, miệng hơi rộng và thường sống nơi các vàm kinh nước chảy mạnh, dân quê gọi loại cá lòng này là cá lòng tong mương.

#### Phân họCyprininae
Ngoài các loại cá trắng lớn con như cá chẻm, cá mè hôi, vùng nước ngọt còn có cá éc, cá cóc, cá chài, cá ngựa. Cả bốn giống cá này đều có đặc điểm chung giống nhau là chúng rất nhiều xương hom, còn gọi là xương nạng, chỉ có cá éc có vảy màu đen sậm, còn lại ba giống cá kia vảy của chúng màu trắng. 
- Chi Leptobarbus
  - Leptobarbus hoevenii: Cá chài: Cá chài có môi và đuôi màu đỏ. Loại cá này ưa mồi bắp hầm và hột bưởi. Mùa nước lên tháng chín người ta giăng câu cá chai bằng hai loại mồi này cá dính rất nhạy.
- * Chi Hampala
  - Hampala macrolepidota: Cá ngựa
  - Hampala dispar: Cá ngựa: Cá ngựa hình dáng giống cá cóc nhưng vảy to hơn và hai bên hông cách mang cá chừng vài phân có hai hàng vảy ngang màu sậm bề ngang chừng nửa phân, dài chừng hai phân. Cá ngựa thích rượt cá lòng tong khi kiếm mồi nên chúng thường nhảy lên khỏi mặt nước ngay các vàm mương nước chảy mạnh như ngựa bay, ngựa nhảy.

- Chi Probarbus

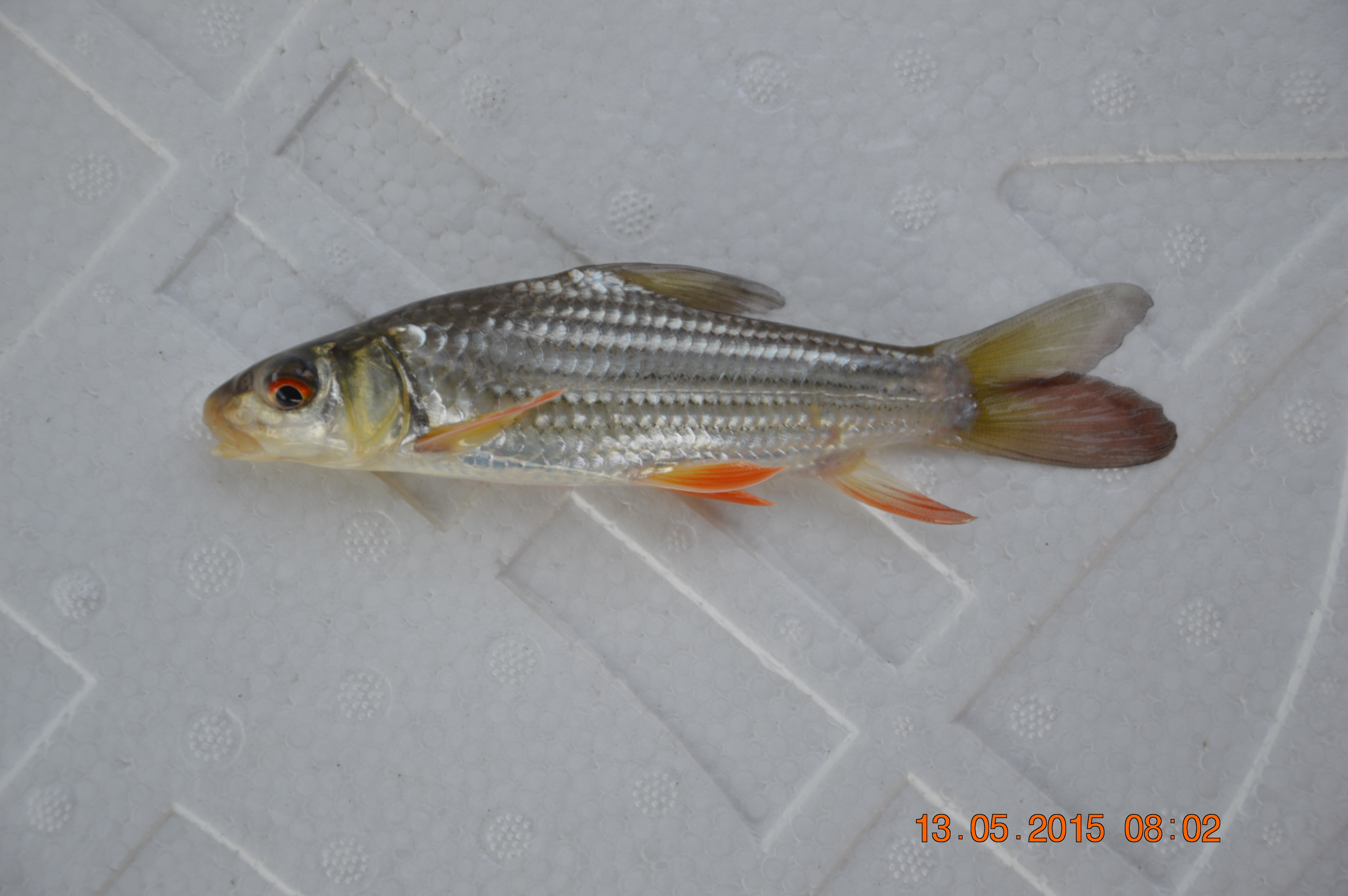
Cá trà sóc giống được sinh sản nhân tạo tại Trung tâm Quốc gia Giống Thủy Sản Nước Ngọt Nam Bộ

  - Probarbus jullieni: Cá chài sóc, cá trà sóc (tiếng Khmer: Trasork)
- Chi Cosmochilus
  - Cosmochilus harmandi: Cá duồng bay (tiếng Khmer: Kampoulbai)
- Chi Puntioplites
  - Puntioplites proctozystron: Cá dảnh trắng, là loại cá trắng có tiếng trong các loài cá trắng vùng nước ngọt. Đây là loại cá sông chứ không phải là cá biển. Cá dảnh có hình hơi giẹp, vảy nhuyễn, nhiều xương nạng còn gọi là xương hom, lúc còn nhỏ thịt ít nhưng cá lớn có con cả ký. Cũng như nhiều loại cá trắng khác, cá dảnh là cá sông nhưng tới mùa nước lên cá cũng sống trên đồng và ưa cư ngụ nơi các láng trống có nhiều rong đuôi chồn hay mã đề. Chúng rất thích ăn những loài rong ấy cũng như thích ăn lúa hột rang cho vàng hoặc dây cứt quạ cũng là món loại cá dảnh này ưa.
- Chi Balantiocheilos
  - Balantiocheilos melanopterus: Cá học trò
- Chi Cyclocheilichthys
  - Cyclocheilichthys enoplos: Cá cóc, mình thon dài, vảy trắng nhuyễn, khi lên khỏi mặt nước hai mang nó thở phát ra tiếng kêu như cóc kêu nên dân quê gọi cá cóc.
  - Cyclocheilichthys apogon: Cá ba kỳ đỏ
  - Cyclocheilichthys repasson: Cá ba kỳ trắng
- Chi Puntioplites
  - Puntioplites bulu: Cá dảnh bông
- Chi Puntius
  - Puntius leiacanthus: Cá rằm thường theo nước xuống các kinh rạch.
  - Puntius stigmatosomus:
  - Puntius partipentazona:
  - Puntius binotatus:
  - Puntius orphoides: Cá đỏ mang
- Chi Barbonymus
  - Barbonymus daruphani: Cá mè vinh: cá mè vinh thì có những đặc tính giống như cá dảnh nhưng cá mè vinh vảy lớn hơn vảy cá dảnh, thân cá mè vinh có bề dầy dầy hơn cá dảnh và cũng nhiều xương nạng; kỳ cá dảnh màu trắng nhưng kỳ cá mè vinh màu hơi sậm hơn và ửng đỏ. Cá mè vinh lớn với bộ vảy càng đậm hơn, khi chúng lội dưới nước, lớp vảy lấp lánh trong nước như hột cườm chiếu sáng nên dân ruộng gọi cá mè vinh lớn lá cá mè vinh cườm; có con lớn gần bằng cái dĩa bàn.
  - Barbonymus altus: Cá he vàng (tiếng Khmer: Cahe): Cá he thì đuôi và kỳ màu đỏ. Khi cá he lớn, ngoài đuôi và kỳ màu đỏ chúng còn có cái mang và vảy cá ửng màu vàng, nên dân quê thường gọi loại cá he này là cá he nghệ. Cá he nghệ trên các kinh rạch miền Tây cũng nhiều nhưng so với các loại cá khác thì cá he tương đối ít hơn. Cá he nghệ thích ăn cám rang, hột trái ké, dây cứt quạ, lúa rang.
  - Barbonymus gonionotus: Cá mè vinh (Barbodes gonionotus), tiếng Khmer: Chhpin
  - Barbonymus schwanenfeldii: Cá he đỏ (tiếng Khmer: Trey cahe)
- Chi Catlocarpio
  - Catlocarpio siamensis: Cá hô: Có con lớn vảy bằng miệng chén. Cá hô khi còn nhỏ dân quê hay gọi cá hô đất với lớp vảy phản chiếu nhiều màu sắc long lánh rất đẹp. Người ta có thể nuôi cá hô trong ao hồ; chúng ăn cua ốc, tấm cám rang và lần hồi cá hô đất lớn dần thành cá hô lớn giống cá hô trên các sông Cái, có con lớn bằng cái lu đựng đường. Thịt cá hô rất ngon, nhất là đầu cá hô với lớp sụn rất béo và giòn.
- Chi Cirrhinus
  - Cirrhinus jullieni: Cá linh ống
  - Cirrhinus caudimaculatus: Cá linh gió (tiếng Khmer: Trey riel)
  - Cirrhinus microlepis: Cá duồng
  - Cirrhinus molitorella: Cá trôi (cá trôi Ấn)
  - Cirrhinus mrigal: Cá mrigal hay cá trôi Ấn Độ
- Chi: Thynnichthys
  - Thynnichthys thynnoides: Cá linh cám
- Chi Osteochilus
  - Osteochilus spilopleura: Cá linh rìa
  - Osteochilus melanopleurus: Cá mè hôi, Cá mè hôi tương tự như cá mè vinh nhưng lớn con hơn, mình dài hơn, có con cân nặng vài ký lô và đặc biệt mỡ của loại cá này có mùi hôi
  - Ostechilus schlegeli: Cá mè hương
  - Osteochilus hasseltii: Cá mè lúi
  - Osteochilus vittatus: Cá lúi sọc
- Chi Labiobarbus
  - Labiobarbus lineatus: Cá linh rìa
  - Labiobarbus siamensis: Cá linh rìa
- Chi Amblyrhynchichthys
  - Amblyrhynchichthys truncatus: Cá trao tráo
- Chi Barbichthys
  - Barbichthys laevis: Cá ba lưỡi
- Chi Labeo
  - Labeo indramontri: Cá linh chuối
  - Labeo chrysophekadion: Cá ét mọi hay cá éc (tiếng Khmer: Kaek): * Cá éc khi lên khỏi mặt nước hai mang cá cũng thở và phát ra tiếng "éc", "éc" nên tiện thể dân quê cũng gọi loại cá này là cá éc.

Theo cách phân loại của người miền Tây thì nhiều loài cá cỡ nhỏ đều gọi là cá linh (tiếng Miên: Linh), ở miệt sông nước Cửu Long vùng Châu Đốc, Long Xuyên, Sa Đéc, Cao Lãnh thì có hai loại: cá linh ống và cá linh rìa. Cả hai giống cá này khi còn nhỏ bằng đầu đũa ăn thì gọi tên chung là cá linh non. Chúng có thói quen sống thành đàn, ưa ăn rong ngầm dưới mặt nước.
- Cá linh ống có thân hình ống tròn, vảy nhuyễn; còn cá linh rìa thân hình hơi giẹp, hai bên hông có lằn vảy màu sậm đen. Cá linh ống chiếm phần lớn trong các bầy cá linh;
- Cá linh rìa thì số lượng ít hơn, cá linh cũng như cá sặt miệng chúng rất nhỏ, ít ăn câu nên không ai đi câu hai loại cá này.

### HọCobitidae(Cá chạch)
- Chi Acanthopsis
  - Acanthopsis choirorhynchos: Cá chìa vôi
- Chi Botia
  - Botia modesta: Cá heo
  - Botia lecontei: Cá heo
  - Botia hymenophysa: Cá heo
  - Botia eos: Cá heo, trong sông rạch vùng Long Xuyên-Châu Đốc vào tháng nước giựt còn có loại cá heo với hai ngạnh rất bén bên hai bên mang. Thân cá da láng màu ửng vàng có vằn ngang màu đen, rất béo, cá heo có đặc tính đi ngầm dưới nước và thích ăn rong

### HọGyrinocheilidae(Cá may)
- Chi Gyrinocheilus
  - Gyrinocheilus aymonieri: Cá may hay Cá mây

## BộSiluriformes(Cá da trơn)
Bộ cá da trơn ở miền Tây còn được gọi dân dã là cá không vảy	

### HọSiluridae(Cá nheo)
- Chi Belodontichthys
  - Belodontichthys dinema: Cá trèn răng
- Chi Ompok
  - Ompok hypophthalmus: Cá trèn ống
  - Ompok bimaculatus: Cá trèn bầu
- Chi Kryptopterus
  - Kryptopterus sp: Cá trèn lá
  - Kryptopterus cryptopterus: Cá trèn lá
  - Kryptopterus moorei: Cá trèn mở

Theo người miền Tây, cá trèn là loại cá không vảy, thịt trong có đuôi mỏng với đầu cá có lớp sụn rất giòn với hai râu cá ở hai bên mép miệng. Cá trén có hai loại, loại đuôi rất mỏng thì được kêu tên là cá trèn lá; loại có cái bụng lớn thì được gọi là cá trèn bầu. Cả hai loại cá trén lá và cá trèn bầu đều thích mồi tép.
Cùng hình dạng như cá trèn, vùng nước ngọt có các loài cá giống như cá trèn nhưng lớn con hơn thì có hai loại cá kết và cá leo. Cá kết mình giẹp, đuôi mỏng, trái lại cá leo mình đầy đặn hơn và lớn con. Hai loại cá này thích ăn mồi tép 
- Chi Wallago
  - Wallago attu: Cá leo
- Chi Micronema
  - Micronema bleekeri: Cá kết (tiếng Khmer: Trey kes)

### HọClariidae(Cá trê)
- Chi Clarias
  - Clarias macrocephalus: Cá trê vàng
  - Clarias batrachus: Cá trê trắng

Loại cá trê cũng được chia ra làm hai loại: cá trê trắng và cá trê vàng. Cả hai loại cá trê này vừa ở đồng vừa ở sông.
- Cá trê vàng loại này có cái mình hơi ngà vàng mà nhất là cái bụng màu vàng thấy rất rõ.
- Cá trê trắng vì bụng nó hơi trắng. Cá trê trắng, lúc chúng còn nhỏ cỡ ngón tay, ngón chưn, người ta còn gọi là cá trê đĩa; chúng còn nhỏ nên dáng bơi lội lăng quăng như đĩa lội. cá trê trắng sống lâu năm có con lớn cỡ hơn một hoặc hai ký lô; trong trường hợp cá lớn dân quê thường có thêm tên là cá trê dừa.

### HọPlotosidae(Cá ngát)
- Chi Plotosus
  - Plotosus canius: Cá ngát: Vùng nước pha chè cũng có nhiều cá ngác. Loài cá này hình dáng giồng cá trê trắng, chỉ khác cá trê là chúng có thêm kỳ trên rất bén. Cả hai giống cá trê trắng và cá ngác đều có ngạnh và đâm rất nhức nhưng với cá ngác kỳ trên đâm còn nhức hơn cá trê trắng gắp bội. Một vết đâm của cá ngác nhức khoảng 24 giờ và vết sưng kéo dài cả tháng. Trong các loài cá gai, thì loài cá ngác là loài cá đâm nhức hơn.

### HọPangasiidae(Cá tra)

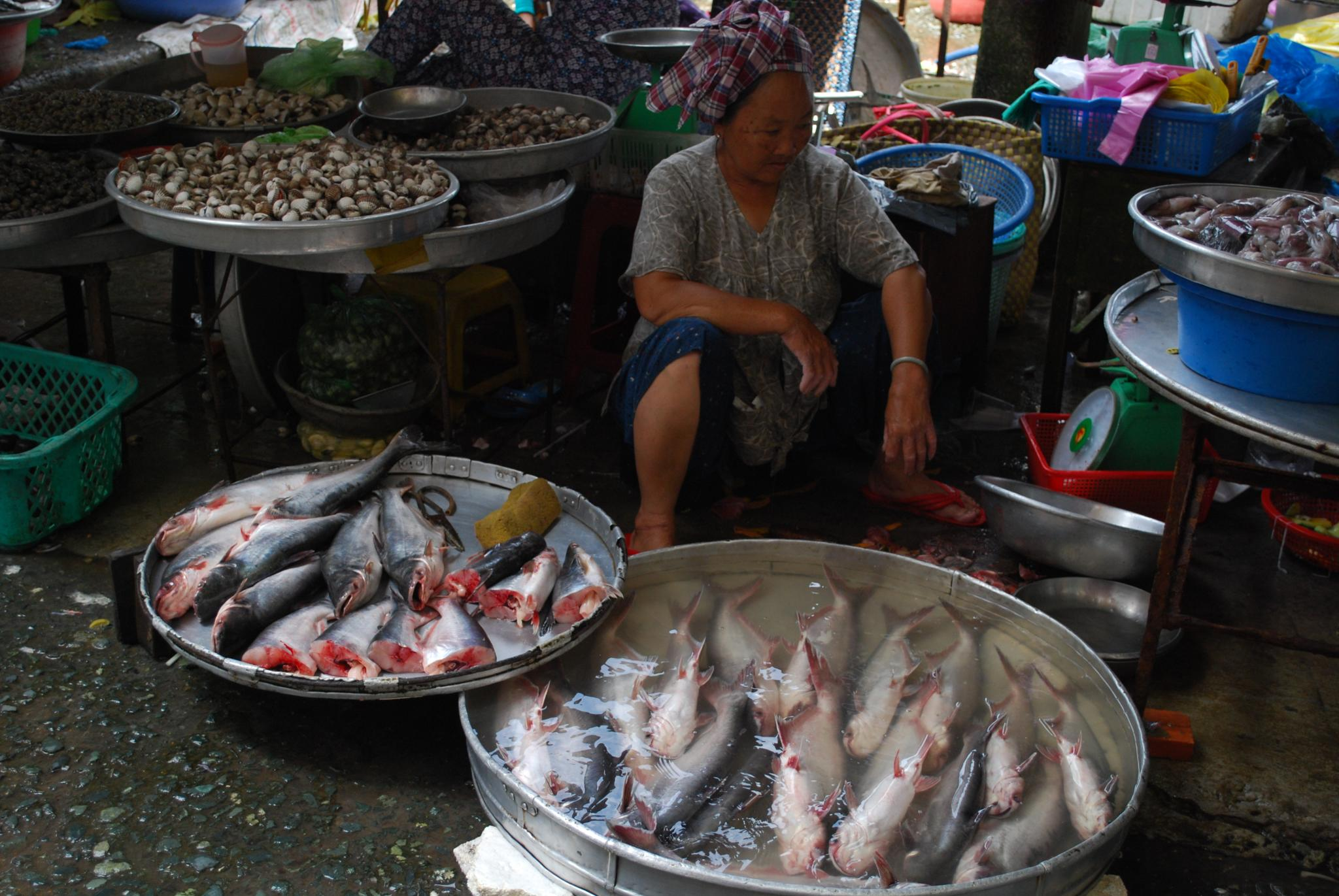
Cá ba sa tại chợ cá ở Vĩnh Long

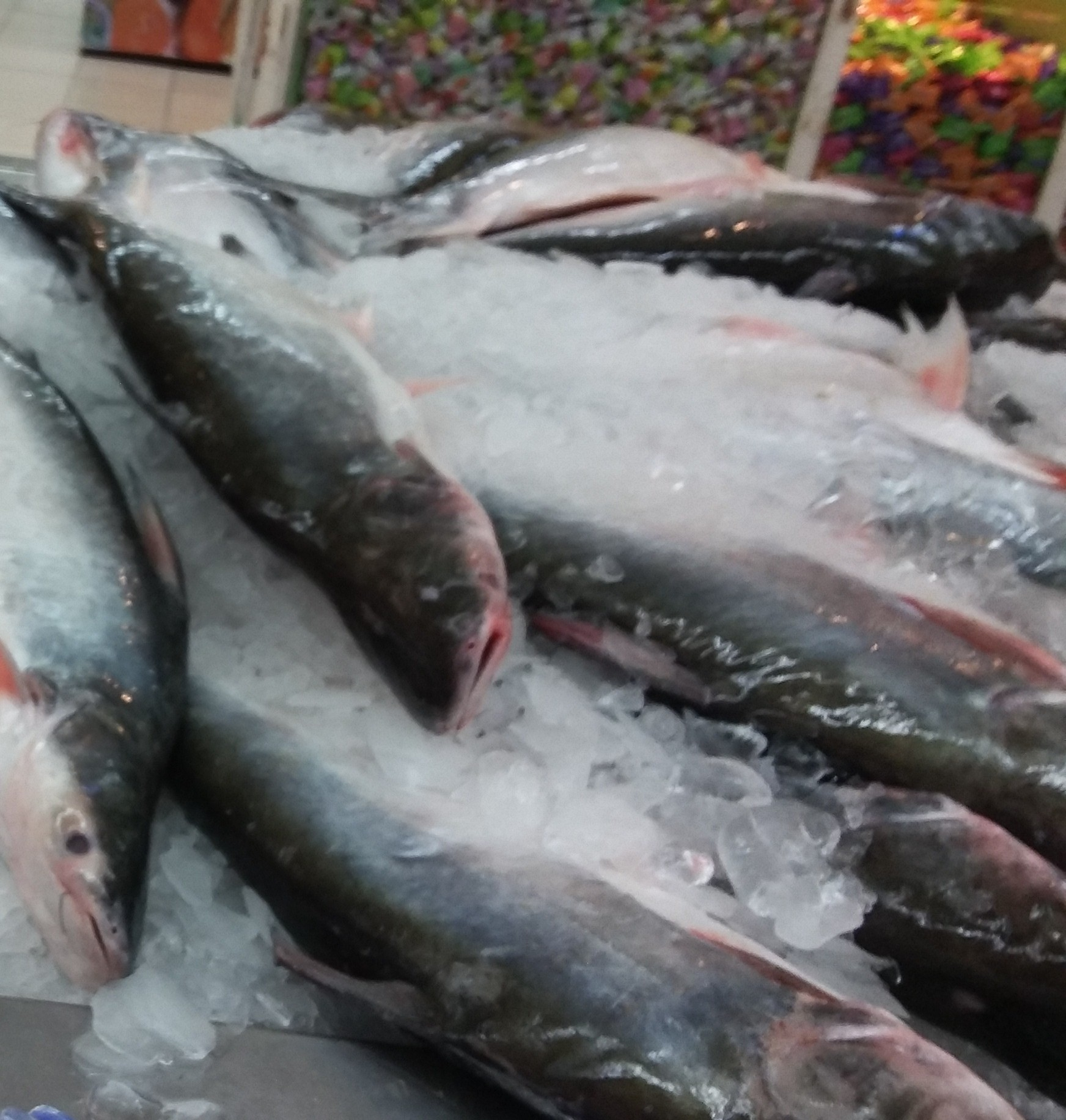
Cá dứa miền Tây

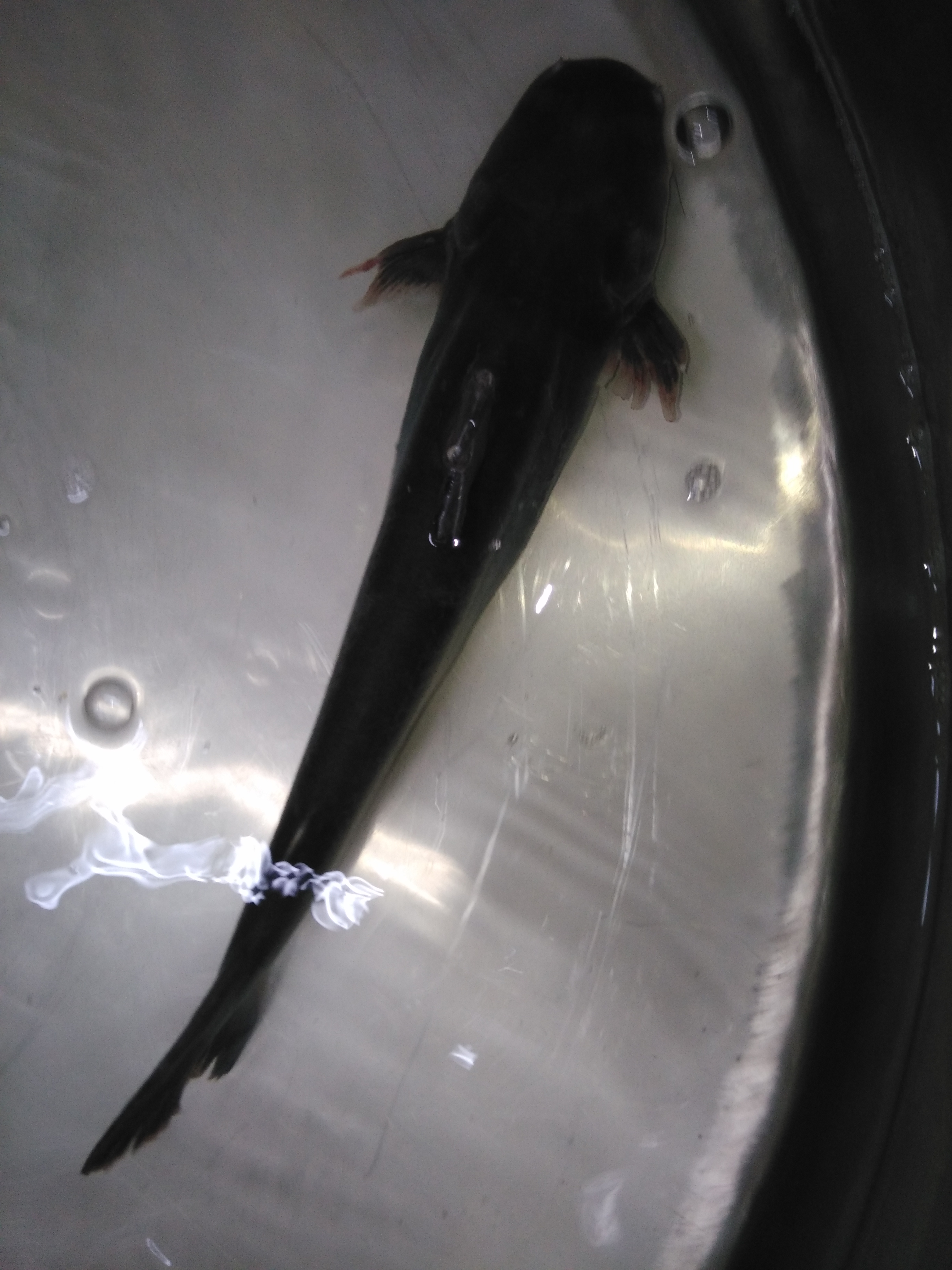
Cá hú miền Tây tại Sài Gòn

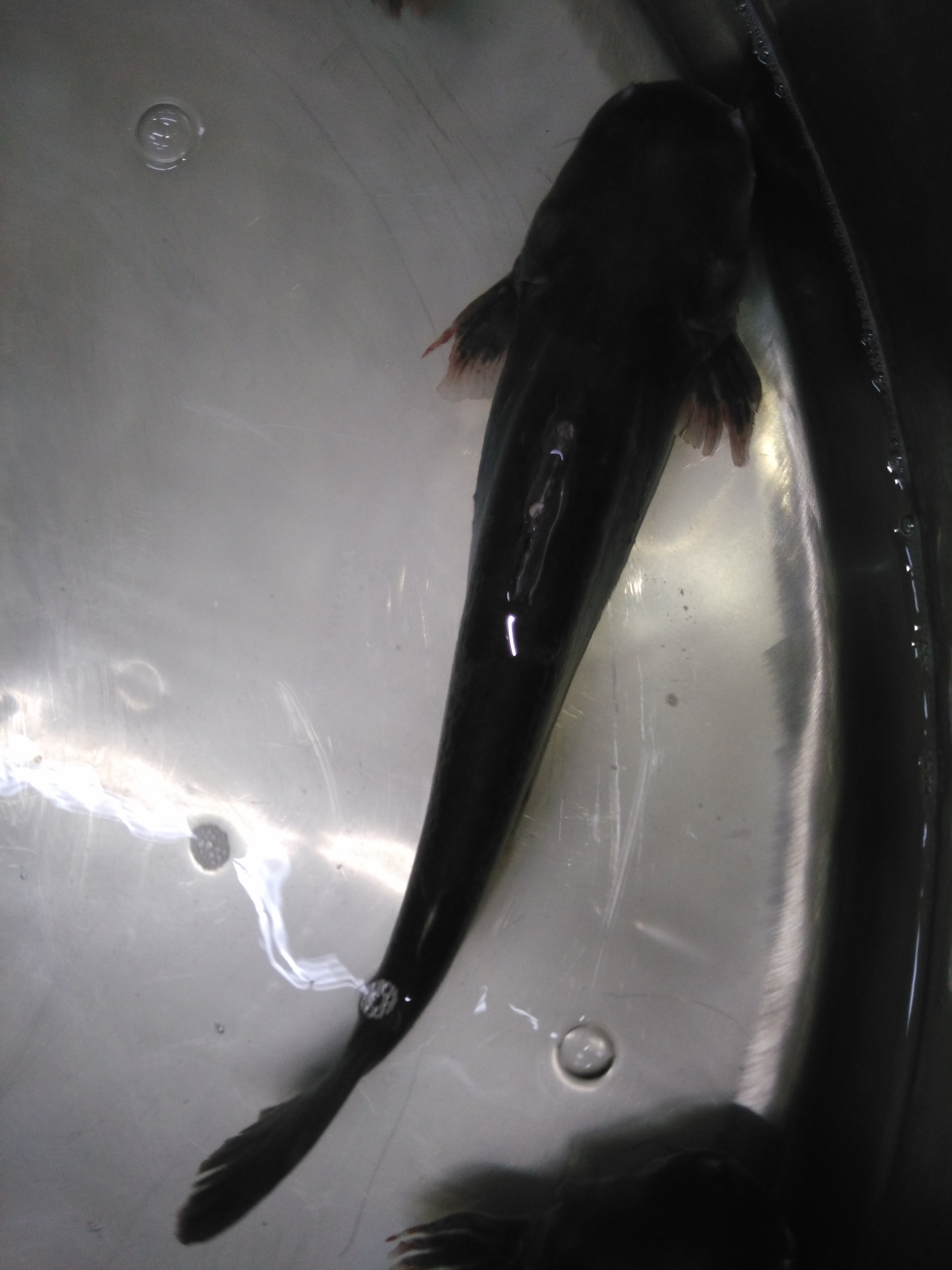
Cá hú miền Tây tại Sài Gòn

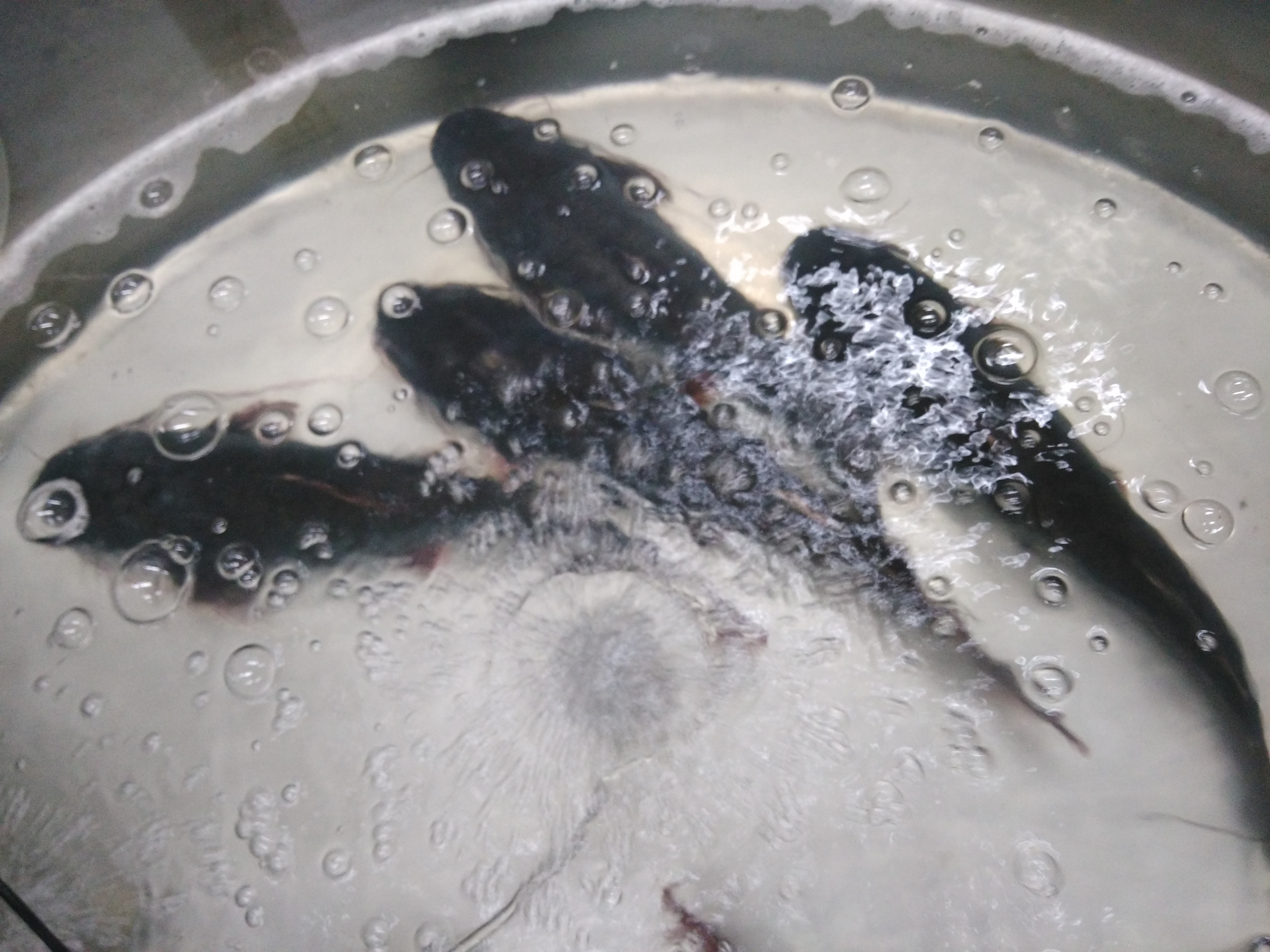
Cá hú miền Tây tại Sài Gòn

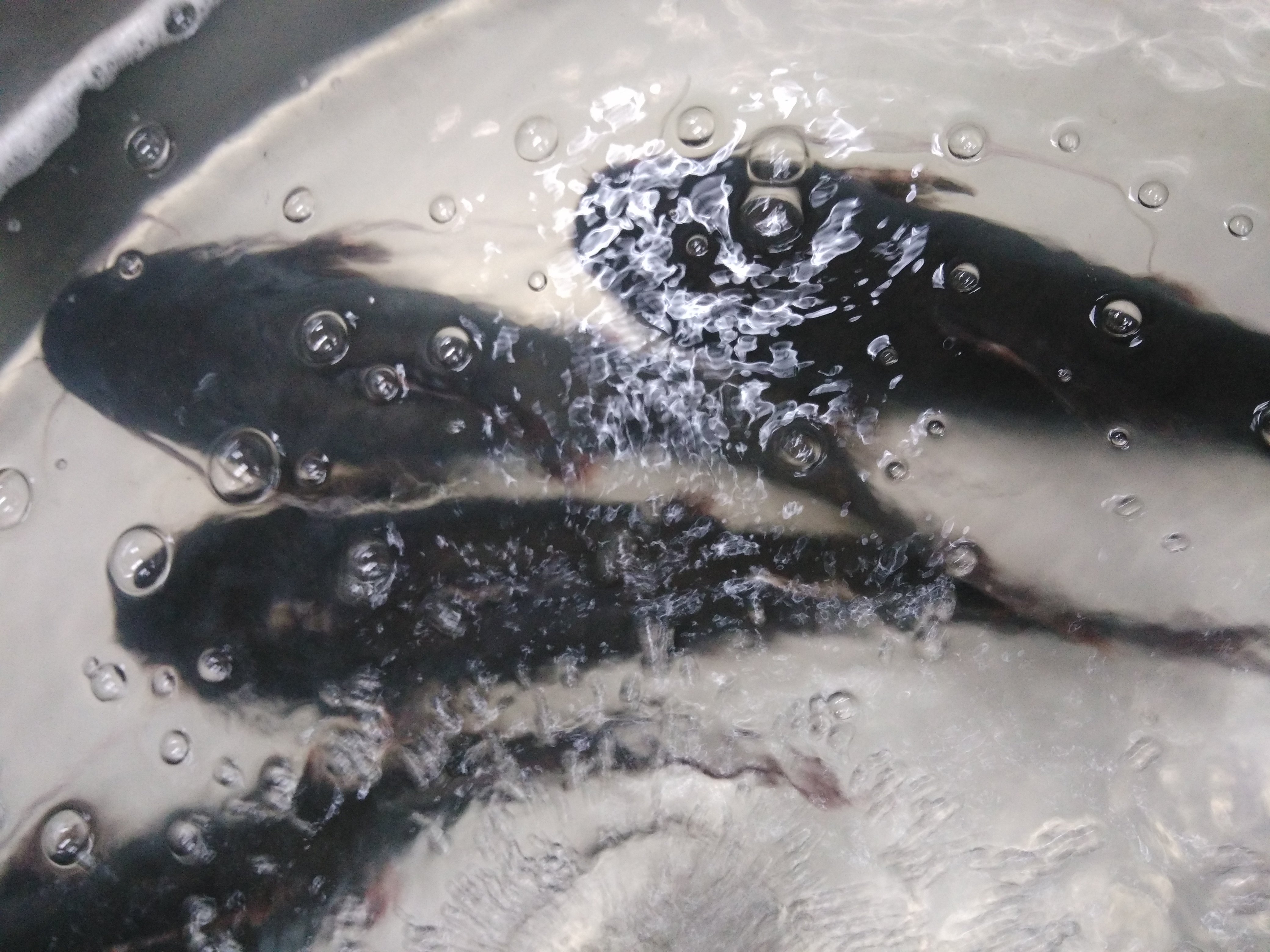
Cá hú miền Tây tại Sài Gòn

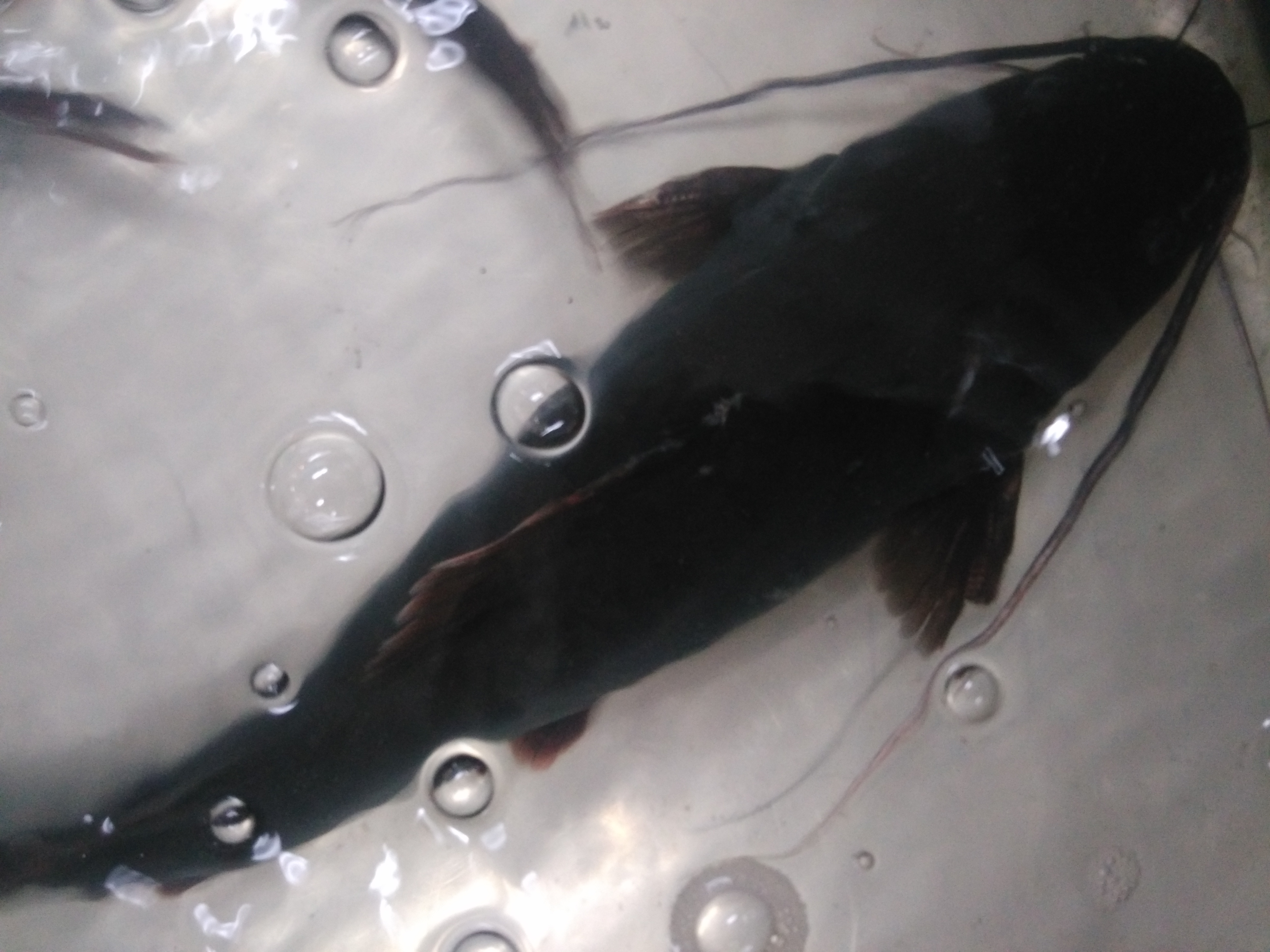
Cá hú miền Tây tại Sài Gòn

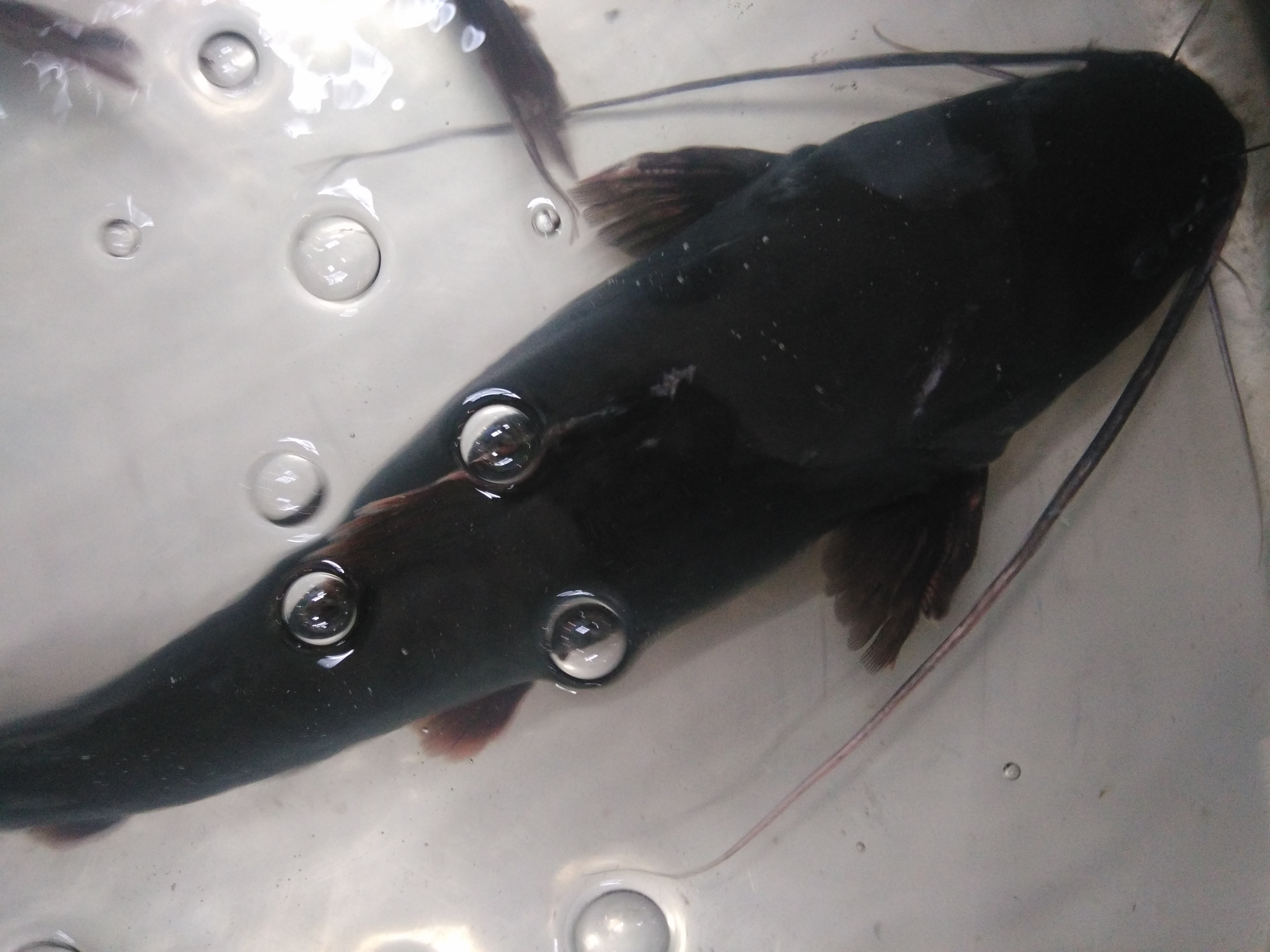
Cá hú miền Tây tại Sài Gòn

Cùng loại cá không vảy, các vùng sông rạch vừa kễ còn có cá tra (trey pra), cá vồ (trey po), cá bông lau, cá ba sa, cá bụng, cá soát (có người còn gọi cá sát). 
- Chi
  - Helicophagus waandersii: Cá tra chuột (tiếng Khmer: Trey pra kandor)
- Chi Pangasius
  - Pangasius bocourti: Cá ba sa (tiếng Khmer: Trey pra kchau): Cá ba sa hay cá bụng thì chiều dài ngắn hơn cá vồ và cá tra, da bụng dày như đầy mỡ, cá bụng dù có tên gọi như vậy nhưng loại cá này không lớn như bốn loại cá tra, cá vồ, cá ba sa, cá bông lau. Cá bụng con lớn nhất cũng độ chừng nửa cườm tay, ít khi lớn hơn cỡ đó.
  - Pangasius conchophilus: Cá hú (tiếng Khmer: Treypra hay Trey pra ke)
  - Pangasius kunyit: Cá tra bần
  - Pangasianodon gigas: Cá tra dầu (tiếng Khmer: Trey reach)
  - Pangasius hypophthalmus: Cá tra nuôi (tiếng Khmer: Trey pra)
  - Pangasius krempfi: Cá bông lau (tiếng Khmer: Trey bong lao): Cá bông lau so với cá tra thì chiều dài cũng ngắn hơn nhưng đặc điểm giống cá bông lau là có cái bụng rất béo
  - Pangasius larnaudii: Cá vồ đém (tiếng Khmer: Trey po): hai bên mang cá vồ có hai chấm đen người ta gọi là cá vồ đém
  - Pangasius macronema: Cá xác sọc (tiếng Khmer: Trey chhweat) hay còn gọi là cá soát hay cá sát gần giống như cá bụng nhưng mình giẹp hơn. Loại cá soát và cá bụng thích ăn mồi con gián.
  - Pangasius micronema: Cá tra
  - Pangasius pleurotaenia: Cá xác bầu (tiếng Khmer: Trey chhviet)
  - Pangasius polyuranodon: Cá dứa (tiếng Khmer: Trey chhviet)
  - Pangasius sanitwongsei: Cá vồ cờ (tiếng Khmer: Trey po pruy): Cá vồ thì mình ngắn hơn so với cá tra mình dài hơn; ngoài ra có nhiều con cá vồ sông Cái lớn có kỳ trên giương cao mà dân quê còn gọi cá vồ cờ

### HọBagridae(Cá lăng)
- Chi Bagrichthys
  - Bagrichthys macropterus: Cá chốt chuối
- Chi Pseudomystus
  - Pseudomystus siamensis: Cá chốt chuột (tiếng Khmer: Trey chouchus thmar)
- Chi Mystus (tiếng Khmer là Trey kanchos)
  - Mystus cavasius: Cá chốt giấy (tiếng Khmer: Trey kanchos chhnau)
  - Mystus rhegma: Cá chốt sọc (tiếng Khmer: Trey kanchos)
  - Mystus vittatus: Cá chốt sọc hay cá chốt vạch (tiếng Khmer: Trey kanchos kdong)
  - Mystus wolffii: Cá chốt trắng (tiếng Khmer: Trey kanchos)
  - Mystus gulio: Cá chốt trắng
  - Mystus bocourti: Cá chốt cờ (tiếng Khmer: Trey kanchos kdong)
- Chi Hemibagrus
  - Hemibagrus wyckii: Cá lăng (tiếng Khmer: Trey chhlang thmor)
  - Hemibagrus planiceps: Cá chốt

Nói về cá chốt thì cũng được dân quê phân chia làm vài ba loại, chẳng hạn như cá chốt trâu hay còn gọi cá chốt sọc, cá chốt giấy, cá chốt chuột. Cá chốt sọc còn gọi cá chốt trâu chiếm đa số. Loại cá này mình không vảy, đầu hơi giẹp, dưới hai mép có bốn sợi râu, hai bên mang có hai ngạnh và dọc theo hai bên hông có sọc màu sậm chạy dài từ mang chạy dài tới đuôi cá.
Cá chốt giấy thì mình hơi giẹp, da láng màu trắng bạc, dài hơn cá chốt sọc. Tháng ba, tháng tư loại cá này ở các sông sắp tới mùa mưa nên cá chốt giấy con nào cũng mang một bụng trứng vàng nghính. Cá chốt chuột mình hình ống tròn, chiều dài lại ngắn hơn hai loại cá chốt sọc và cá chốt giấy; trên mình có các chấm đen và vàng, loài cá này thích ở các sông sâu hơn là lên trên đồng.

### HọSisoridae(Cá chiên)
- Chi Bagarius
  - Bagarius bagarius: Cá chiên

### HọAriidae(Cá Úc)
- Chi Osteogeneiosus
  - Osteogeneiosus militaris: Cá úc thép (tiếng Khmer: Trey kaok)
- Chi Arius: Cá úc (tiếng Khmer: Trey kaok)
  - Arius cealatus: Cá úc nghệ
  - Arius venosus: Cá úc nghệ
  - Arius sciurus: Cá úc trắng
  - Arius truncatus: Cá úc sào (tiếng Khmer: Trey kaok)
  - Arius sagon: Cá vồ chó
  - Arius stormii: Cá thiều (tiếng Khmer: Trey kaok)
- Chi Hemipimelodus
  - Hemipimelodus borneensis: Cá úc mím (tiếng Khmer: Trey kaok)

## BộCyprinodontiformes(Cá chép răng)

### HọAplocheilidae
- Chi Aplocheilus
  - Aplocheilus panchax: Cá bạc đầu

### HọPoeciliidae(Cá khổng tước)
- Chi Lebistes
  - Lebistes reticulatus: Cá bảy màu

## BộBeloniformes(Cá nhói)

### HọHemirhamphidae
- Chi Zenarchopterus
  - Zenarchopterus ectunctio: Cá lìm kìm
  - Zenarchopterus clarus: Cá lìm kìm
  - Zenarchopterus pappenheimi: Cá lìm kìm
- Chi Dermogenys
  - Dermogenys pusillus: Cá lìm kìm,

Đối với người dân, cá lim kìm là loại cá nhỏ có mỏ nhọn, thân tròn dài chừng năm sáu phân tây, vảy rất nhỏ mới nhìn tưởng như không có vảy, thì có cá lìm kìm, có nơi còn gọi cá kìm, con lớn nhất bằng đầu đũa ăn, con nhỏ thì như cây tăm, cây nhang.

### HọBelonidae
- Chi Strongyluga
  - Strongyluga strongyluga: Cá nhái hay cá nhói
- Chi Xenentodon
  - Xenentodon canciloides: Cá nhái, cùng loài với cá lìm kìm, nhưng lớn con hơn, đó là cá nhái. Cá nhái có con dài tới hai tấc, mình tròn, vảy rất nhỏ hoặc có con lớn bằng ngón chân cái. Loại cá này tới mùa nước cỏ tháng 11 âm lịch cá dại nổi đầy sông thì cá nhái nổi thành bầy trên mặt nước.

## BộGasterosteiformes(Cá gai)

### HọSyngnathidae(Cá chìa vôi)
- Chi Doryichthys
  - Doryichthys boaja: Cá ngựa xương

## BộMugiliformes
Trong các vùng nước pha chè thường có nhiều cá đối. Chúng ăn bọt nước và các phiêu sinh vật nhỏ và nhiều nhất tập trung vào các vùng ngã ba Nước Trong, Hỏa Lựu, Long Mỹ (Chương Thiện), Vĩnh Thuận (Rạch Giá). Cá đối sống trong môi trường nước lợ; thân mình nó không quá lớn nhưng có vảy bạc lấp lánh rất đẹp. Ở miền Tây Nam bộ, loài cá này sinh sống hầu khắp các sông rạch, nhất là những vùng cách biển không xa.

### HọPolynemidae(Cá vây tua)
- Chi Eleutheronema
  - Eleutheronema tetradactylum: Cá chét
- Chi Polynemus
  - Polynemus longipectoralis: Cá phèn vàng
  - Polynemus paradiseus: Cá phèn trắng

## BộSynbranchiformes(Lươn)

### HọSynbranchidae(Lươn đồng)
- Chi Monopterus
  - Monopterus albus: Lươn
- Chi Ophisternon
  - Ophisternon bengalensis: Lịch

## BộPerciformes(Cá vược)

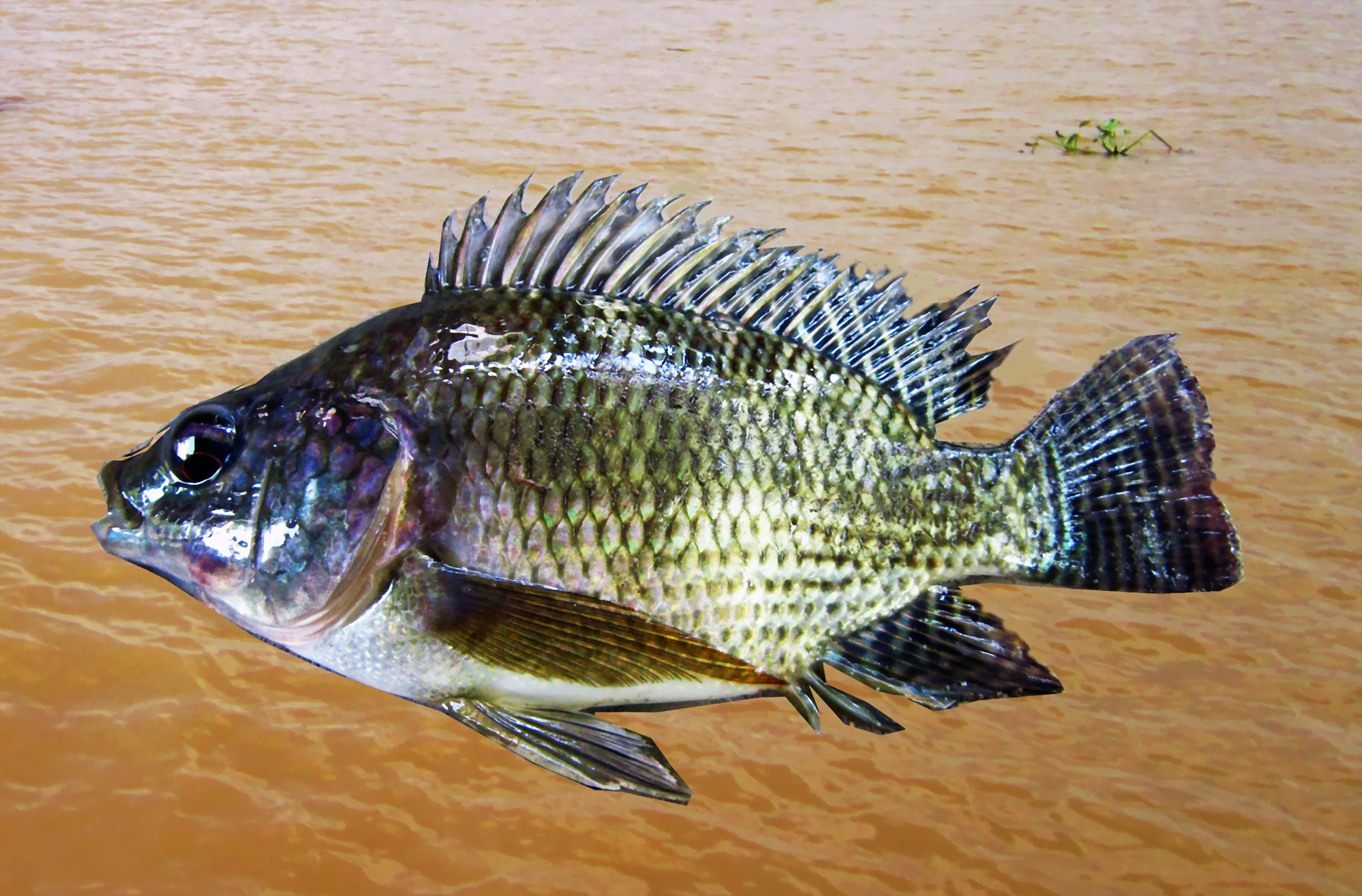
Một con cá rô phi ở Đồng bằng sông Cửu Long

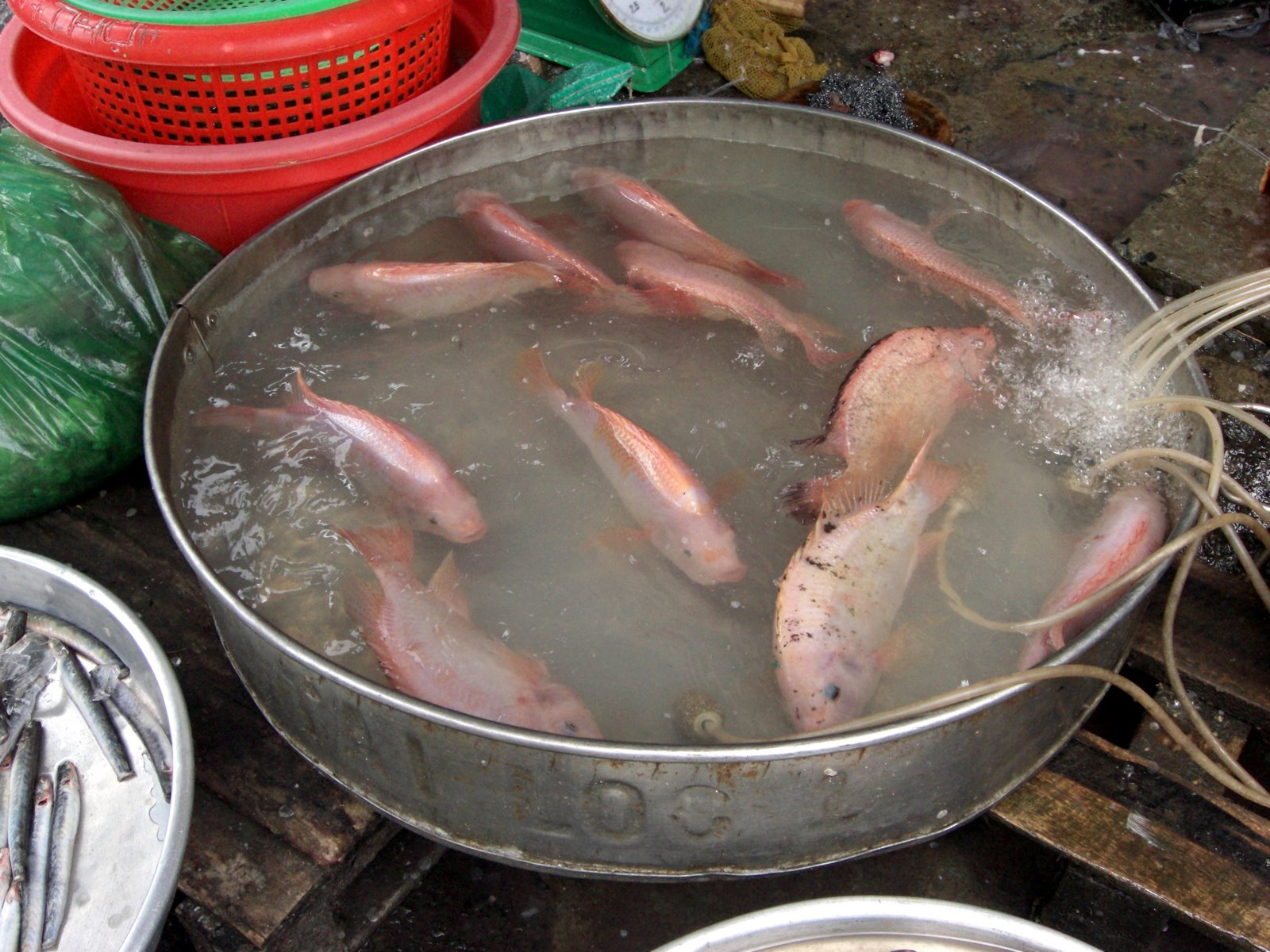
Cá diêu hồng tại chợ Sài Gòn

### HọSciaenidae(Cá đù)
- Chi Nebia
  - Nebia soldado: Cá sửu

### HọToxotidae(Cá măng rổ)
- Chi Toxotes
  - Toxotes charareus: Cá mang rổ

### HọAmbassidae(Cá sơn)
- Chi Parambassis
  - Parambassis wollfii: Cá sơn bầu
  - Parambassis siamensis: Cá sơn gián
  - Parambassis gymnocephala: Cá sơn

### HọCentropomidae
- Chi Lates
  - Lates calcarifer: Cá chẽm, là loại cá ngon trong các loại cá trắng vùng nước ngọt. Cá chẻm dài chừng ba tấc, có con dài tới bốn tấc, mình có vảy nhuyễn; đặc biệt hai mang cá chẻm rất bén như lưỡi dao cạo, cá chẻm thường lội lên trên nước chỗ đầu trên đống chà gọi là ổ cá. Chúng cố lội dựa vào mặt lưới và dùng hai cái mang rất bén ấy rạch lổ lưới chui ra ngoài.

### HọCoiidae(Cá hường)
- Chi Datnioides
  - Datnioides quadrifasciatus: Cá hường
  - Datnioides microlepis: Cá hường
- Chi Nandus
  - Nandus nandus: Cá hường vện

### HọScatophagidae(Cá nâu)
- Chi Scatophagus
  - Scatophagus argus: Cá nâu (tiếng Khmer: Trey nao). Ở các vùng nước pha chè này còn có loại cá nâu hình dạng giống như cá chim ở biển, hoặc cá rô biển ở sông rạch nhưng trên mình có những lấm chấm màu đen giống như cá mê rổ ở nước ngọt. Loại cá nâu này có đặc điểm là các kỳ nó nhọn và mỗi khi người làm cá bị mấy kỳ này xước vào thì chỗ bị xước ấy rất nhức nhối giống như bị cá có gai đâm vậy.

### HọAnabantidae(Cá rô đồng)
- Chi Anabas
  - Anabas testudineus: Cá rô đồng

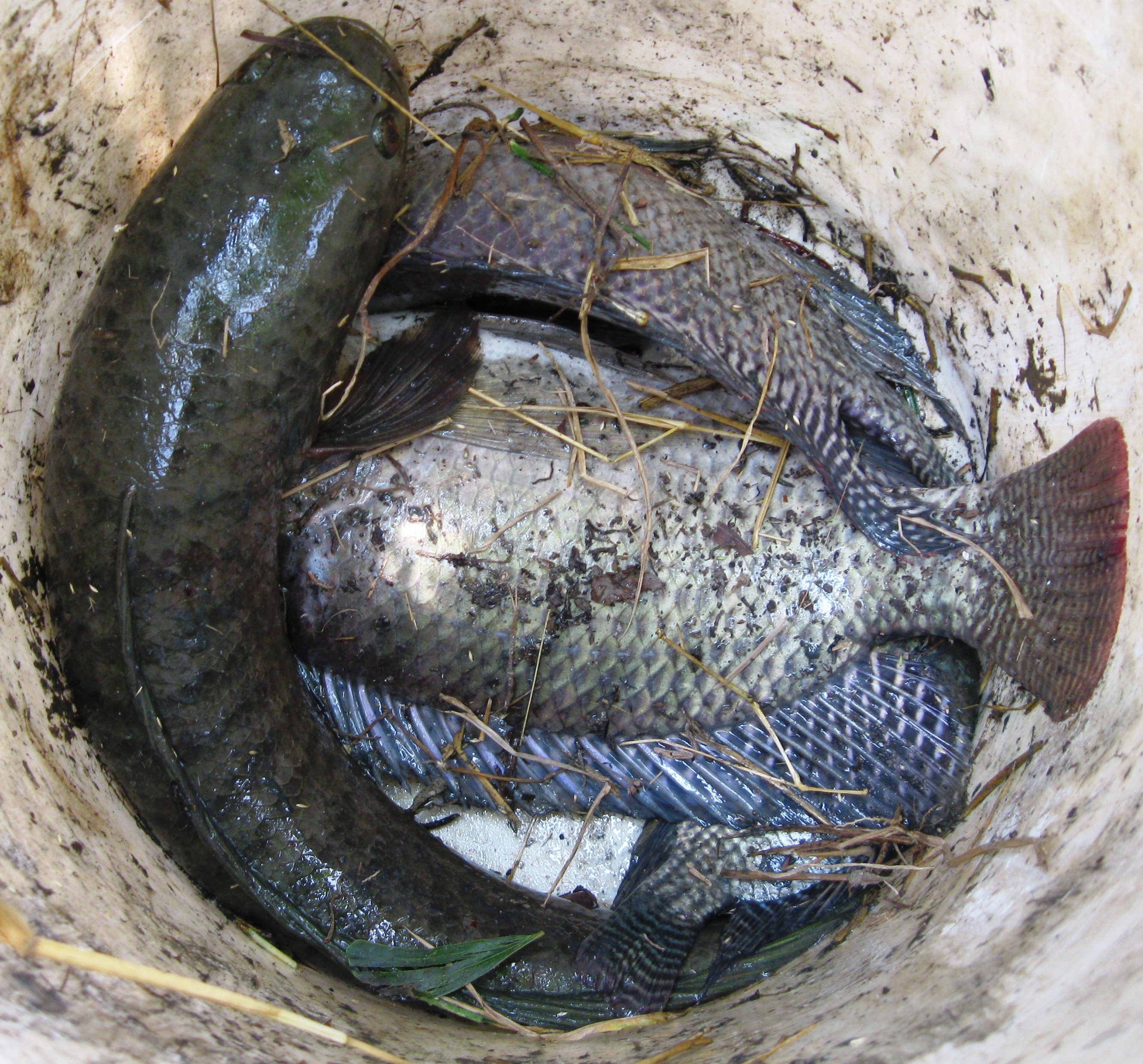
Những con cá lóc đồng và cá rô đồng ở Long An

Trong các sông rạch nước ngọt có hai loại cá rô: cá rô biển và cá rô đồng. Cá rô đồng như tên gọi là loại cá đồng để phân biệt với cá rô biển ở sông nhiều hơn. Khi nhỏ cá rô đồng có tên là cá rô cam tích hoặc cá rô non hay cá câu thì có tên là cá rô câu, cá lưới lại có tên cá rô lưới. Gọi cá rô câu gồm có cá lớn cá nhỏ lẫn lộn, trái lại cá rô lưới thì cá cùng một cỡ với nhau. Còn cá rô lớn sống lâu năm trong các đìa bàu lung vũng có con gần bằng cườm tay được dân quê gọi là cá rô mề.

### HọNandidae(Cá sặc vện)
- Chi Pristolepis
  - Pristolepis fasciatus: Cá rô biển: Cá rô biển ở dưới sông nhiều, nhất là mùa nước giựt cá rô biển ưa dựa theo mấy gốc cây lớn. Kỳ trên và kỳ dưới cá rô biển đều bén nhưng không đâm; có thể nói cá rô biển thuộc loại cá rất hiền. Cá rô biển nhỏ bằng hai ba ngón tay trở xuống có tên là cá rô biển dăm; ngược lại cá rô biển lớn cỡ bằng bàn tay hoặc có con lớn bằng cái dĩa bàn thì được gọi là cá rô biển bà. Cá rô biển là loại cá ra sông sau cùng khi nước giựt.

### HọOsphronemidae(Cá tai tượng)
- Chi Trichopsis
  - Trichopsis vittatus: Cá bãi trầu
- Chi Betta
  - Betta taeniata: Cá lia thia
  - Betta splendens: Cá lia thia
- Chi Trichogaster (Cá sặc)

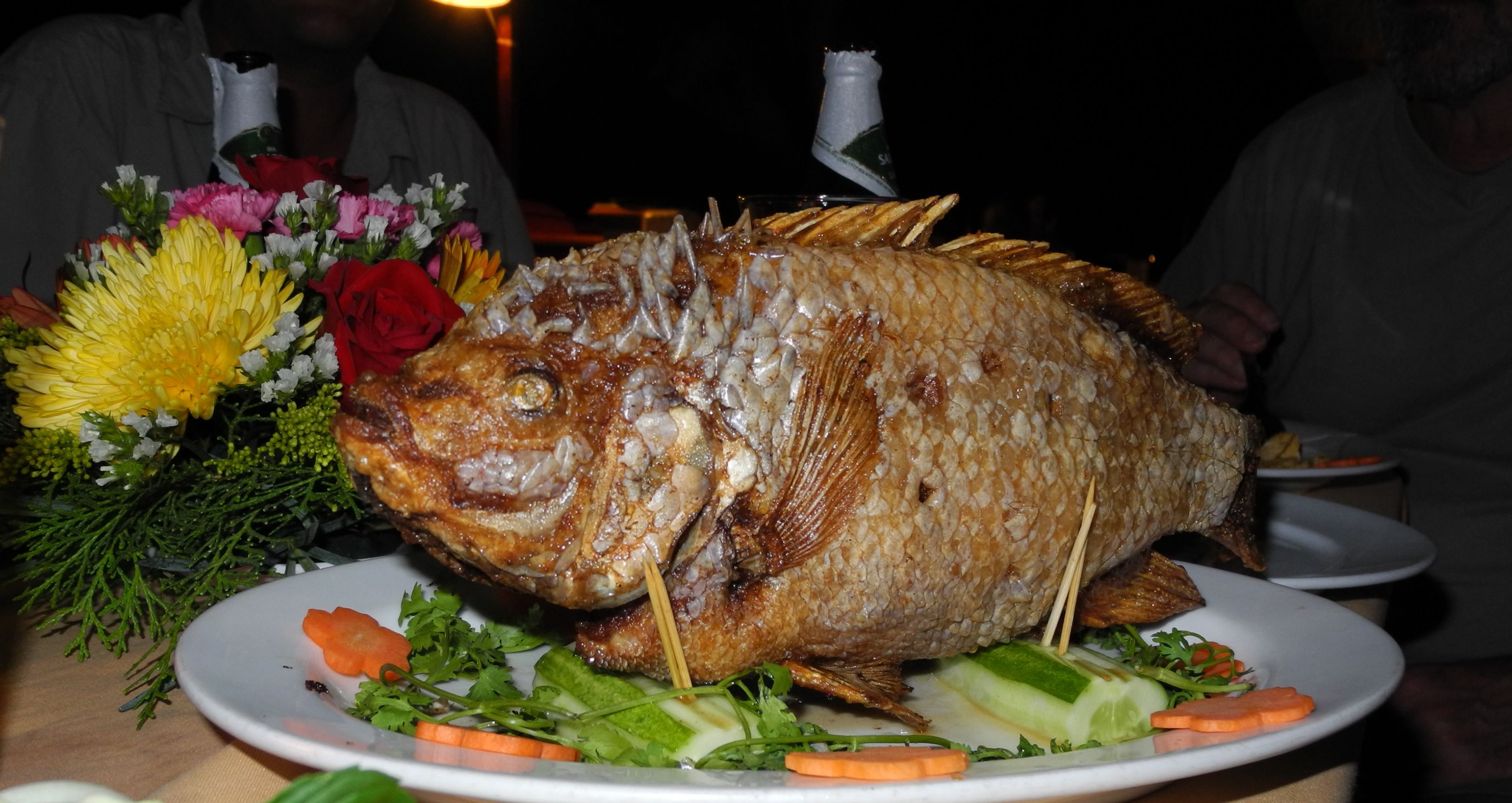
Một con cá tai tượng làm món chiên xù ở thành phố Cần Thơ

  - Trichogaster trichopterus: Cá sặc bướm
  - Trichogaster pectoralis: Cá sặc rằn hay cá sặc điệp

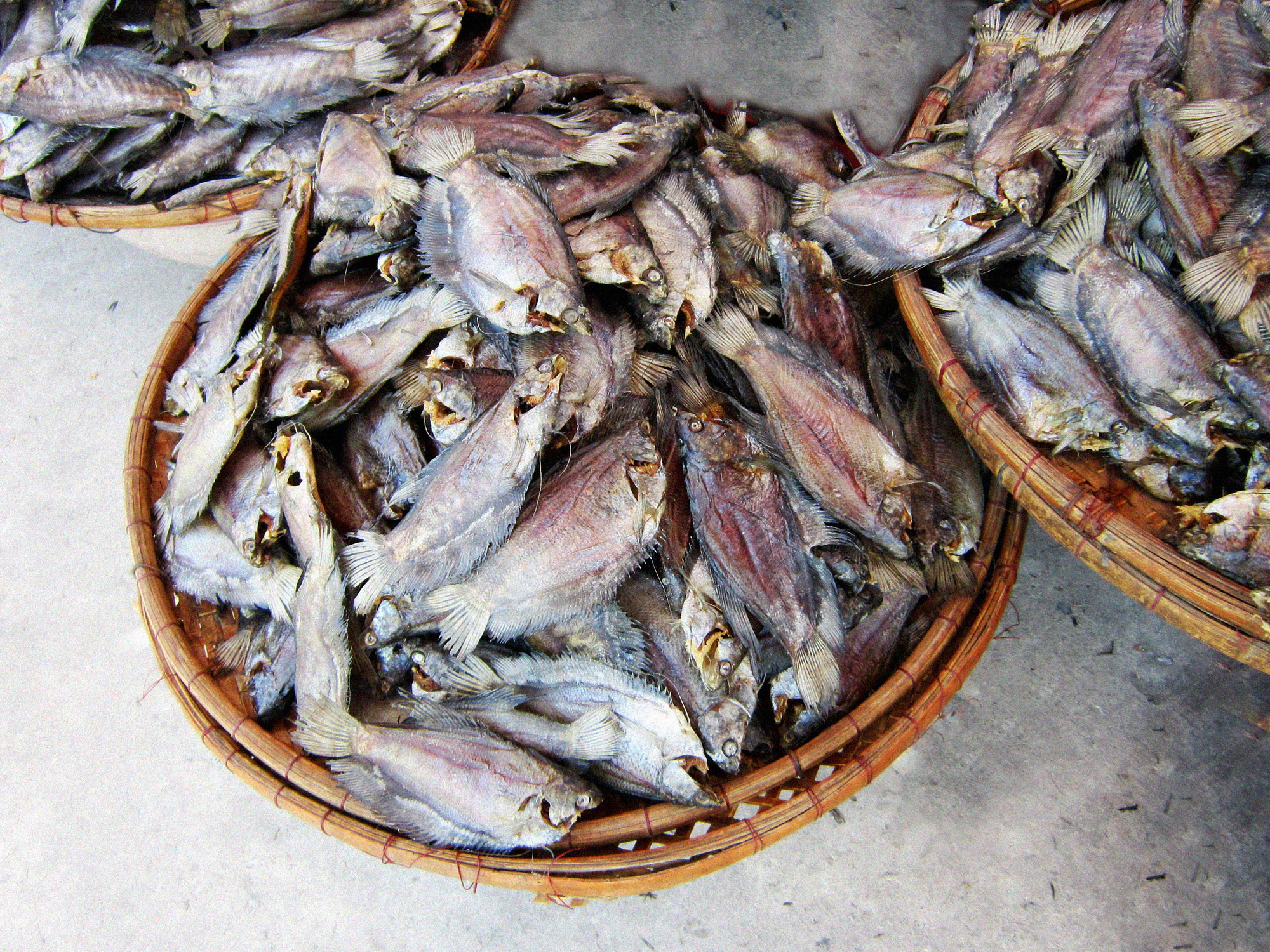
Khô cá sặc rằn ở Bạc Liêu

Cá sặt hay cá sặc là giống cá đồng, còn cá rằm là cá sông nhưng cả hai loại cá này có vảy trắng ngoại trừ giống cá sặt rằn vảy có sọc ngang màu hơi sậm vì loại này ưa ở các vùng lung vũng nước ngập quanh năm, còn hầu như các loại cá sặt điệp, sặt bướm hết thảy chúng đều có vảy màu trắng. Cá sặt một số cũng rút xuống kinh nhưng đa phần chúng rút xuống các lung vũng hoặc đìa bàu và ở đó cho tới mùa tát đìa.

### HọChannidae(Cá lóc)

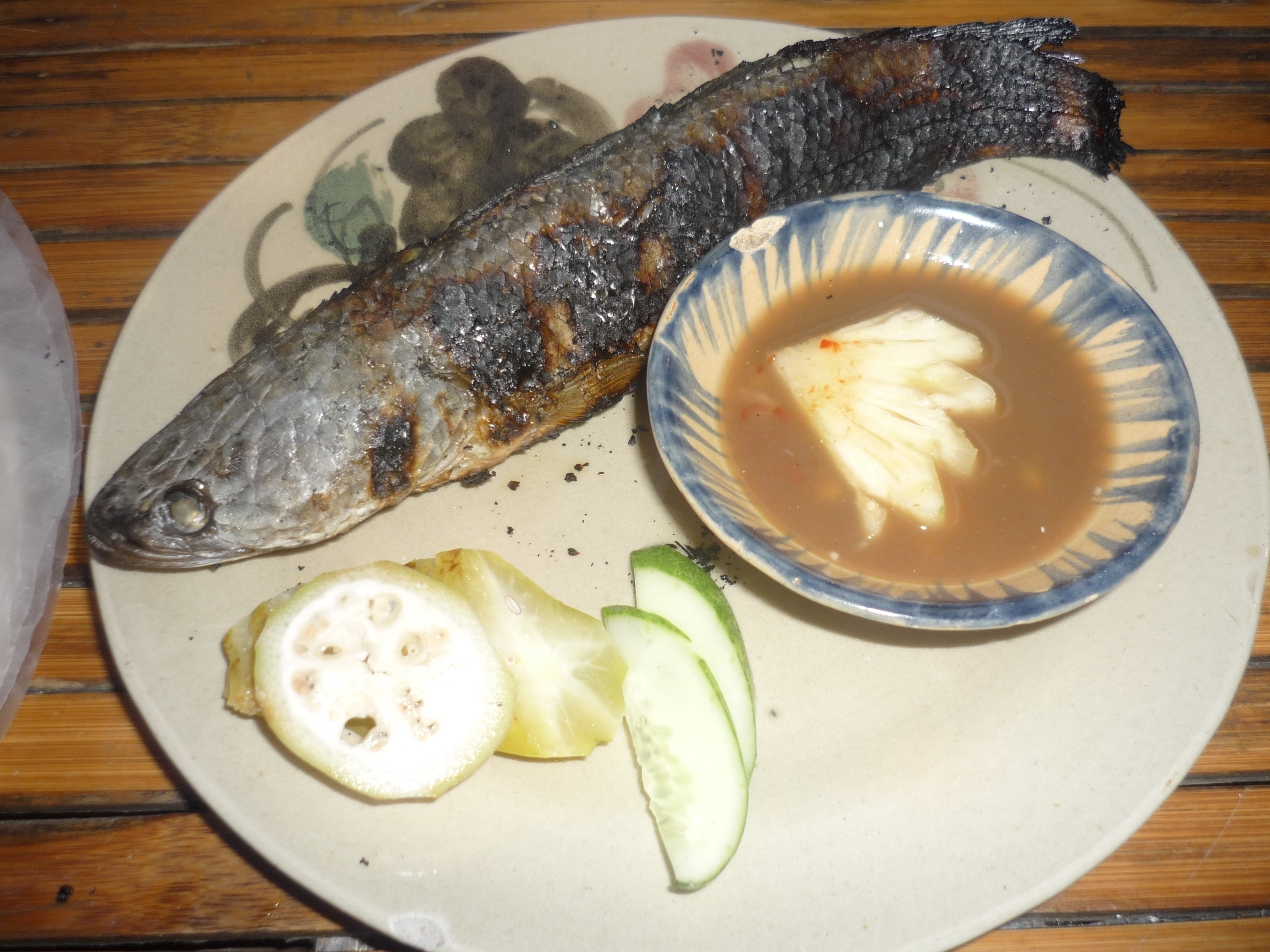
Cá lóc nướng trui ở Nam Bộ

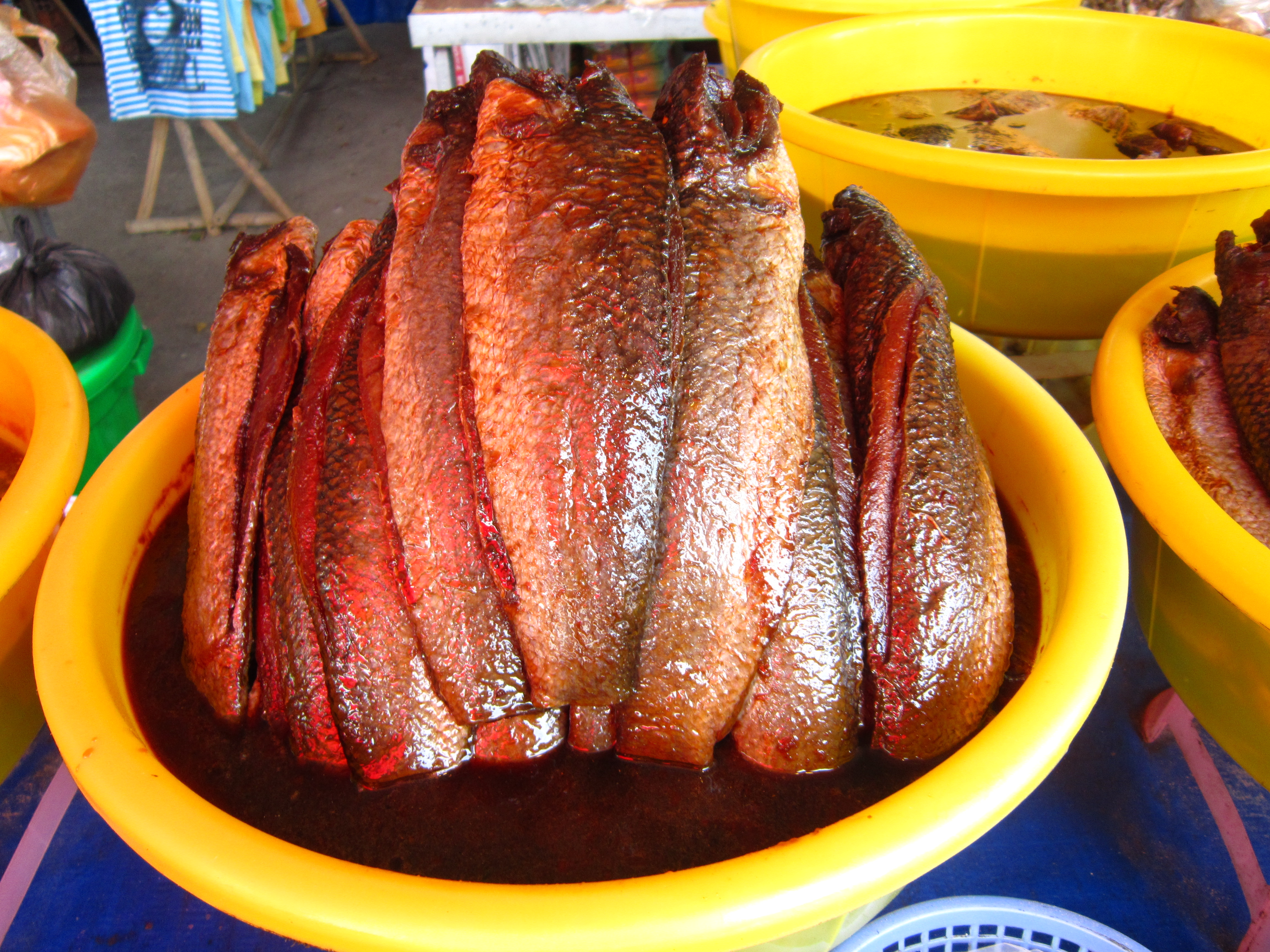
Mắm cá lóc ở Châu Đốc, An Giang

- Chi Channa hay còn gọi là cá lóc (tiếng Khmer: Trêy rot hay Ptuok)
  - Channa micropeltes: Cá Lóc bôn
  - Channa gachua: Cá chành dục
  - Channa lucius: Cá dầy
  - Channa striata: Cá lóc

Cá lóc vùng Châu Đốc thì cá nhỏ sống từng bầy nổi theo mặt nước ăn bông cỏ hay các phiêu sinh vật nhỏ gọi chung tên là cá rồng rồng. Đến khi cá lóc lớn bằng ngón chưn cái thì gọi là cá lóc con hoặc cá cò cũng; lớn cỡ cườm tay, cán mác thì dân quê gọi cá bằng cườm tay, cá bằng cán mác, cá bằng đầu gối, và cá lóc lớn với lớp vảy đen ngòm và có thêm cặp râu ở ngay miệng cá gọi là cá lóc cối, hoặc cá lóc biết nói.
Ngoài ra, trong các vùng nước ngọt còn có hai giống cá tương cận với cá lóc, đó là cá dầy, cá bông. Cá dầy có cái đầu giẹp, mỏ dài, vảy nhuyễn, mình màu nâu, nhỏ con; con lớn nhất chừng nửa ký. Cá bông hình giống cá lóc, lớn con, vảy lớn và mình có vằn đen, đầu hơi nhọn, miệng rộng, ăn tạp và lội rất mạnh; con lớn nhất có khi bằng cái gối ôm. 

### HọEleotridae(Cá bống đen)
- Chi Eleotris
  - Eleotris balia: Cá bống trứng
- Chi Butis
  - Butis butis: Cá bống trân
- Chi Oxyeleotris
  - Oxyeleotris marmorata: Cá bống tượng
  - Oxyeleotris urophthalmus: Cá bống dừa

### HọGobiidae(Cá bống trắng)
- Chi Oxyurichthys
  - Oxyurichthys sp: Cá bống xệ vẩy to
  - Oxyurichthys microlepis: Cá bống xệ vẩy nhỏ
- Chi Gobiopsis
  - Gobiopsis macrostoma: Cá bống
  - Glossogobius giuris: Cá bống cát
- Chi Brachygobius
  - Brachygobius doriae: Cá bống mắt tre
- Chi Periophthalmodon
  - Periophthalmodon schlosseri: Cá thòi lòi
- Chi Pseudapocryptes
  - Pseudapocryptes lanceolatus: Bống kèo vẩy nhỏ
- Chi Parapocryptes
  - Parapocryptes serperaster: Cá bống kèo vẩy to
- Chi Boleophthaltus
  - Boleophthaltus boddarti: Cá bống sao
- Chi Brachyamblyopus
  - Brachyamblyopus urolepis: Đẻn sông
- Chi Trypauchen
  - Trypauchen vagina: Cá bống vẩy cao

Về cá bống cũng có nhiều loại như cá bống mọi, cá bống trứng, cá bống cát, cá bống mú hay còn gọi là cá bóng tượng. Cá bống mọi thân nhỏ bằng ngón tay, con lớn nhất bằng ngón tay cái, dài chừng bốn năm phân có vảy màu sậm. Cá bống trứng cũng nhỏ như cá bống mọi nhưng cái bụng màu lợt và có cặp trứng bên trong ửng vàng lộ ra bên ngoài. Cá bống cát mình dài có vảy thưa và thịt hơi trong. Cá bống mú (còn gọi cá mú hay cá bống tượng) là loại cá bống lớn, múp đầu múp đuôi, mình ngắn, trên mình vảy có bông hoa rất đặc biệt và là cá ngon trong các loài cá sông.

### HọScombridae(Cá thu ngừ)
- Chi Scomberomorus
  - Scomberomorus sinensis: Cá thu song

### HọMastacembelidae(Cá chạch sông)
- Chi Macrognathus
  - Macrognathus aculeatus: Cá chạch sông
  - Macrognathus taeniagaster: Cá chạch bông
  - Macrognathus circumcintus: Cá chạch bông
  - Mastacembelus armatus favus: Cá chạch lấu
  - Mastacembelus argus: Cá chạch lửa

Vùng sông rạch nước ngọt, cá chạch được chia ra làm hai loại: Cá chạch cơm là loại cá chạch nhỏ, bụng trắng hếu; con lớn nhất bằng ngón chưn cái, dài cỡ gang tay. Cá chạch lấu là loại cá chạch khá lớn, mình có bông rằn ri, dài cỡ từ ba tới bốn tấc, có con dài tới năm tấc, cân nặng từ nửa ký lô trở lên, cá chạch lấu rất béo.

## BộPleuronectiformes(Cá bơn)

### HọSynapturidae
- Chi Synaptura
  - Synaptura panoides: Cá lưỡi mèo
  - Synaptura sp: Cá lưỡi mèo

### HọCynoglossidae(Cá lưỡi trâu)
- Chi Cynoglossidae
  - Cynoglossus lingua: Cá lưỡi trâu, Cá lưỡi trâu phía trên lung vảy màu vàng lợt, bụng vảy màu trắng.
  - Cynoglossus cynoglossus: Cá lưỡi hùm

## BộTetraodontiformes(Cá nóc)

### HọTetraodontidae
- Chi Auriglobus
  - Auriglobus modestus: Cá nóc vàng
- Chi Xenopterus
  - Xenopterus naritus: Cá nóc vàng
- Chi Chelonodon
  - Chelonodon patoca: Cá nóc
- Chi Tetraodon
  - Tetraodon fluviatilis: Cá nóc
  - Tetraodon sp: Cá nóc
  - Tetraodon cutcutia: Cá nóc

## BộBatrachoidiformes(Cá cóc)

### HọBatrachoididae(Cá hàm ếch)
- Chi Batrachomoeus
  - Batrachomoeus trispinosus: Cá hàm ếch
  - Batrachomoeus sp: Cá hàm ếch